# Брестский мир
Бре́стский мир — сепаратный мирный договор, подписанный 3 марта 1918 года в Брест-Литовске представителями Советской России и Центральных держав, обеспечивший выход РСФСР из Первой мировой войны. Заключению Брестского мирного договора предшествовали соглашение о перемирии на Восточном фронте и мирная конференция, проходившая в три этапа с 22 декабря 1917 года.
На первом этапе недавно пришедшие к власти большевики, впервые вступив в международные переговоры, пытались склонить правительства стран Антанты к заключению всеобщего мира, основанного на принципе «без аннексий и контрибуций», и получили формальное согласие Центральных держав с таким подходом. На втором этапе, последовавшем за провалом планов достижения «всеобщего демократического мира» и началом внутрипартийной дискуссии о возможности подписания сепаратного договора, советская сторона стремилась к затягиванию переговоров, используя их для ведения агитации за общемировую революцию, тогда как власти Германской империи потребовали признать их право на оккупацию территории Польши, части Прибалтики и Беларуси; 10 февраля, после заключения Центральными державами отдельного договора с Украинской Народной Республикой, советская делегация во главе с Л. Троцким заявила о прекращении войны и одновременно об отказе от заключения мира (тактика «ни войны, ни мира»). После возобновления германского наступления на Петроград В. Ленину, изначально выступавшему за немедленное подписание соглашения, удалось убедить однопартийцев в необходимости принятия германских условий («Социалистическое отечество в опасности!»); несмотря на то, что Германия выставила дополнительные требования, ЦК РСДРП(б), которому Ленин угрожал собственной отставкой, проголосовал за согласие на «похабный мир». Третий трёхдневный этап переговоров характеризовался отказом советской делегации вступать в дискуссию и завершился подписанием договора, который 15 марта был ратифицирован делегатами IV Всероссийского съезда Советов; 27 августа между Германской империей и РСФСР было заключено дополнительное двустороннее соглашение к договору.
Факт заключения сепаратного мира и условия Брест-Литовского мирного договора вызвали резкую реакцию как среди внутрироссийской оппозиции большевикам, так и на международной арене и привели к обострению Гражданской войны. В итоге соглашение не привело к полному прекращению боевых действий в Восточной Европе и Закавказье, но стало поворотным моментом в истории региона, разделив «столкновения империй» 1914—1917 годов и последовавший за этим «континуум насилия»; сами же переговоры стали дебютом концепции «самоопределения народов», получившей дальнейшее развитие на Парижской мирной конференции. Договор был аннулирован решением советского ВЦИК от 13 ноября 1918 года на фоне революционных событий в Германии. Несмотря на свою недолговечность, второе мирное соглашение Великой войны, использовавшееся как доказательство аннексионных планов Германской империи и её союзников, получило широкое освещение в историографии.

## Предыстория. «Декрет о мире»
Несмотря на многочисленные слухи, циркулировавшие все первые три года Первой мировой войны и нередко повторявшиеся позже, по данным на начало XXI века нет оснований утверждать, что правительство Российской империи готовилось к сепаратному миру с Центральными державами или вело с ними секретные переговоры. В то же время разделение блока стран Антанты и прекращение войны на два фронта являлись целями внешней политики Германской империи с 1914 года — надежда на подобный исход получила подкрепление в связи с событиями Февральской революции, и уже 7 мая 1917 года рейхсканцлер Теобальд Бетман-Гольвег подготовил проект возможного сепаратного договора с Россией, а германская ставка Верховного командования (OHL) предложила проект перемирия на Восточном фронте. Однако вместо переговоров Временное правительство провело безрезультатное Июньское наступление, в сентябре потеряло Ригу.
25 октября (7 ноября) 1917 года ситуация полностью изменилась, поскольку в результате большевистского вооружённого восстания в Петрограде Временное правительство было свергнуто и к власти пришла партия, многие месяцы выступавшая под лозунгами о прекращении «империалистической» войны. На следующий день Второй всероссийский съезд советов принял «Декрет о мире», в котором предложил всем воюющим государствам немедленно заключить перемирие и начать переговоры с целью заключения мирного договора «без аннексий и контрибуций», в рамках которого предполагалось также наделить народы правом на самоопределение.

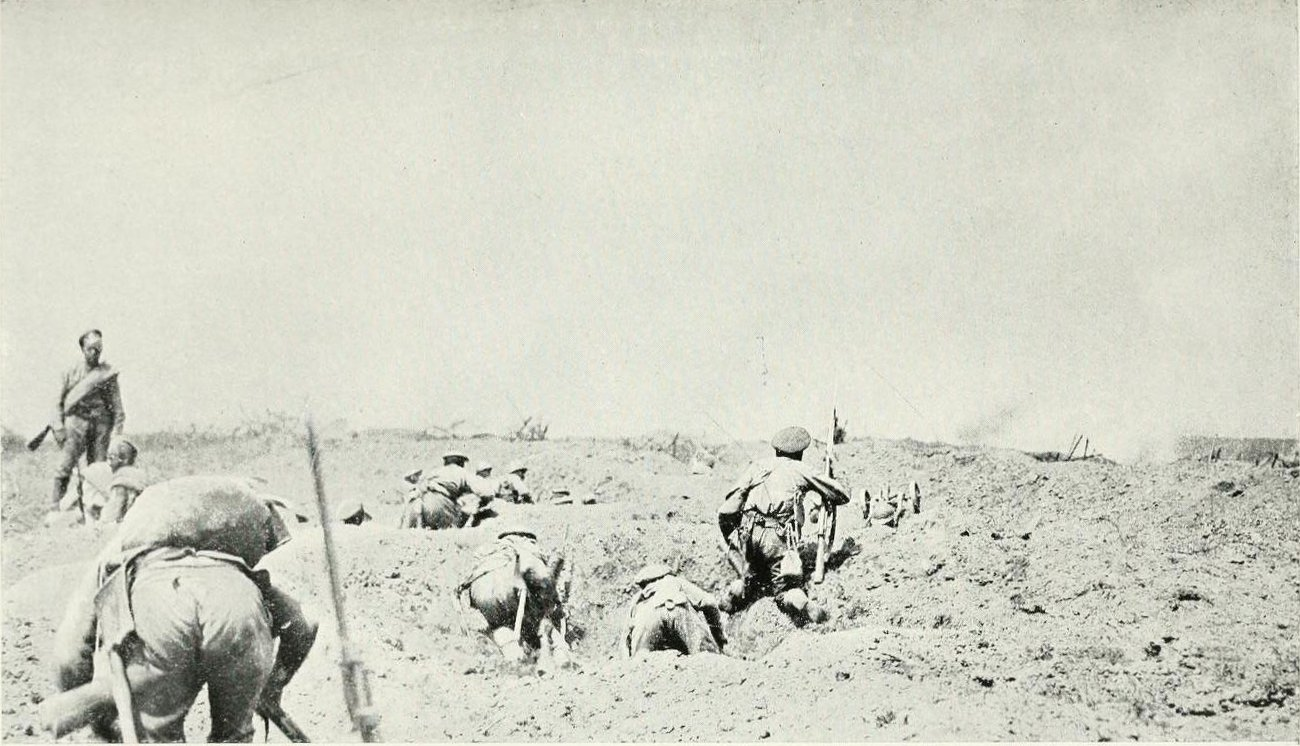
Июньское наступление: Атака 47-го Сибирского стрелкового полка в районе высоты Дзике-Ланы (1 июля 1917 года)

В ночь на 8 (21) ноября свежесозданное советское правительство — Совнарком (СНК) — направило радиотелеграмму и. о. Верховного главнокомандующего Русской армии генералу Николаю Духонину, приказав ему обратиться к командованию армий противника с предложением прекратить военные действия и начать мирные переговоры. В предписании говорилось, что Совнарком считает необходимым «безотлагательно сделать формальное предложение перемирия всем воюющим странам, как союзным, так и находящимся с нами во враждебных действиях». В тот же день — за отказ выполнить данное распоряжение — Духонин был смещён с должности, а на его место  был назначен бывший прапорщик царской армии Николай Крыленко, планировавший лично начать переговоры; одновременно нарком иностранных дел Лев Троцкий обратился с нотой ко всем послам союзных держав, предлагая им объявить перемирие и начать переговоры.

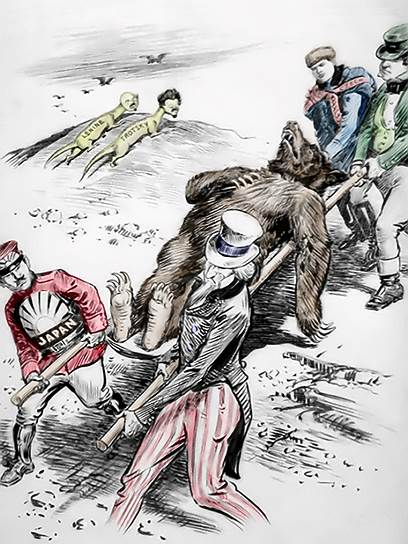
Карикатура с раненым «русским медведем» на носилках у союзников и «ящерицами» Лениным и Троцким (1918)

9 (22) ноября председатель Совнаркома Владимир Ленин направил телеграмму во все фронтовые части, содержавшую прямое обращение к солдатам: «Пусть полки, стоящие на позициях, выбирают тотчас уполномоченных для формального вступления в переговоры о перемирии с неприятелем». В результате сразу на нескольких участках Восточного фронта начались братания. В тот же день дипломатические представители союзных стран на совещании в резиденции посольства США в Петрограде решили проигнорировать ноту советского правительства. На следующий день главы военных миссий союзных стран при штабе верховного главнокомандующего вручили Духонину подписанную представителями Великобритании, Франции, Японии, Италии, Румынии и Сербии коллективную ноту, в которой выразили протест против нарушения договора от 5 сентября 1914 года, запрещавшего союзникам заключение сепаратного мира или перемирия; Духонин сообщил о содержании ноты всем командующим фронтами. Одновременно Наркоминдел обратился к послам нейтральных государств с предложением взять на себя посредничество в организации переговоров о мире. Представители Швеции, Норвегии и Швейцарии ограничились извещением о получении ноты, а посол Испании, заявивший, что предложение было передано в Мадрид, был немедленно отозван.
Получив первые сведения о том, что большевики захватили власть в Петрограде, германский генерал Эрих Людендорф разработал план решительного наступления по всему Западному фронту с участием дивизий, переброшенных с Востока, — план, утверждённый кайзером, был последней надеждой Германской империи переломить ход военных событий до массового прибытия в Европу американских частей (см. Весеннее наступление). В итоге 14 (27) ноября OHL сообщила парламентёрам, перешедшим линию фронта в районе Двинска, о своём согласии начать в городе Брест-Литовск переговоры о перемирии с советским правительством.

## Заключение перемирия

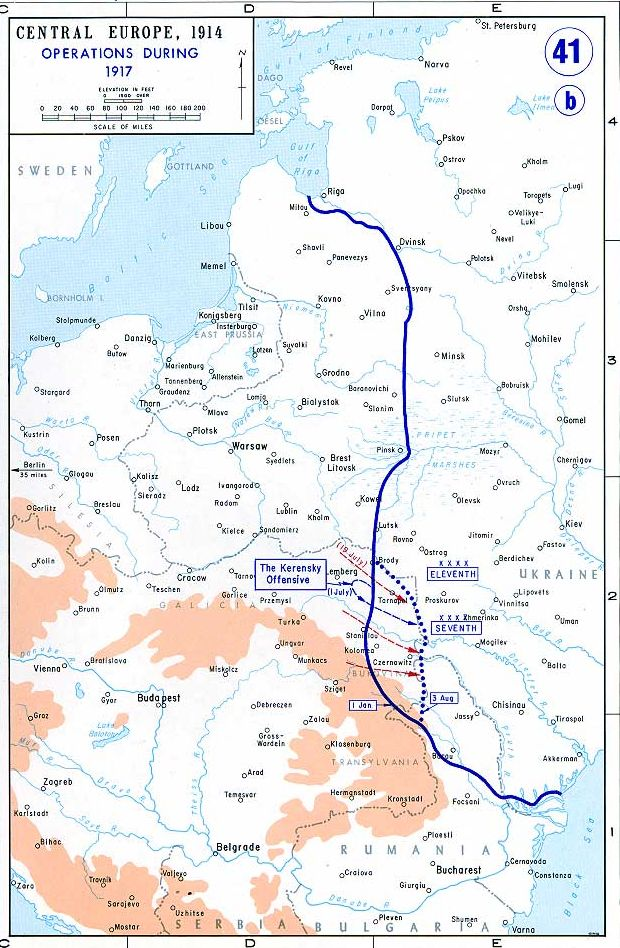
Восточный фронт с 1 января по 1 сентября 1917 года

19 ноября (2 декабря) мирная делегация советского правительства, возглавлявшаяся Адольфом Иоффе, прибыла в нейтральную зону и проследовала в Брест-Литовск, в котором располагалась Ставка германского командования на Восточном фронте. Первоначально предполагалось, что в делегацию войдут 15 человек, но в итоге состав был расширен до 28. В качестве уполномоченных — членов ВЦИК — в делегации было 9 человек: сам Иоффе, Лев Каменев, Григорий Сокольников, Анастасия Биценко, Сергей Масловский, матрос Фёдор Олич, солдат Николай Беляков, крестьянин Роман Сташков и московский рабочий Павел Обухов. Ещё 9 составляли «члены военной консультации» из числа офицеров бывшей царской армии во главе с Василием Альтфатером, а ещё десять человек входили в состав служебного персонала, обозначенного как «состоящие при делегации», во главе с секретарём Львом Караханом.
В Бресте советские представители встретились с делегацией Центральных держав в составе генерала Макса Гофмана, австро-венгерского подполковника Херманна Покорни (знавшего русский язык), генерала Зеки-паши и полковника Петра Ганчева. В качестве неофициальных политических «советников» на переговорах о перемирии, предполагавших обсуждение исключительно военных вопросов, также присутствовали дипломаты Каетан Мерей и граф Эмерих Цаки. Включение женщины в состав советской делегации вызвало острую реакцию со стороны военных Центрального блока: «И это тоже делегат?» (нем. Ist das auch ein Delegat?).
Переговоры, ставшие дебютом советской власти на международной арене, начались 20 ноября (3 декабря) и продолжались три дня: в то время как германо-австрийская делегация имела на руках готовые проекты перемирия, советские представители не подготовили никаких документов. При этом именно советская делегация настояла на публичности заседаний: в результате обмен мнениями за столом переговоров подробно протоколировался и после сверки русскоязычных и немецкоязычных текстов немедленно становился достоянием общественности, что способствовало привлечению внимания мировой прессы к переговорам. Иоффе также предложил обсуждать приостановку военных действий на всех фронтах, но поскольку он не имел полномочий от стран Антанты, а Гофман — от своего генерального штаба, была достигнута договорённость обсуждать только перемирие на Востоке.

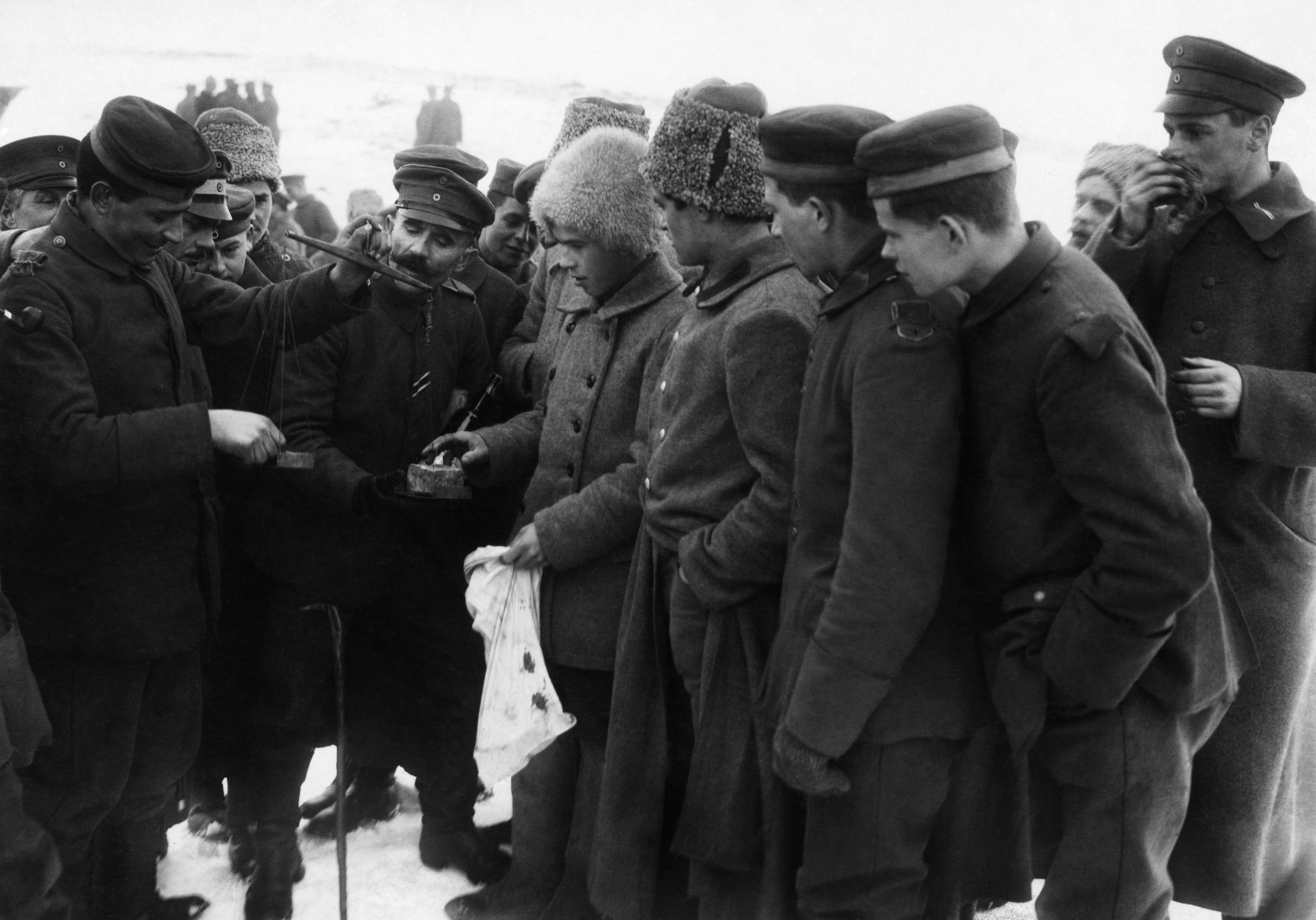
Обмен товарами между немецкими и советскими солдатами (февраль 1918 года)

21 ноября (4 декабря) советская делегация изложила своё видение перемирия: перемирие заключается на 6 месяцев; немецкие войска выводятся из Риги и с Моонзундских островов; запрещаются переброски немецких войск на Западный фронт. В результате переговоров было достигнуто соглашение, по которому: перемирие заключалось на период с 24 ноября (7 декабря) по 4 (17) декабря; войска оставались на ранее занимаемых позициях; прекращались переброски войсковых частей, кроме уже начатых. Переговоры были прерваны в связи с необходимостью для советской делегации, не имевшей на тот момент прямой связи с Петроградом, вернуться в столицу РСФСР и получить инструкции о своей дальнейшей деятельности.

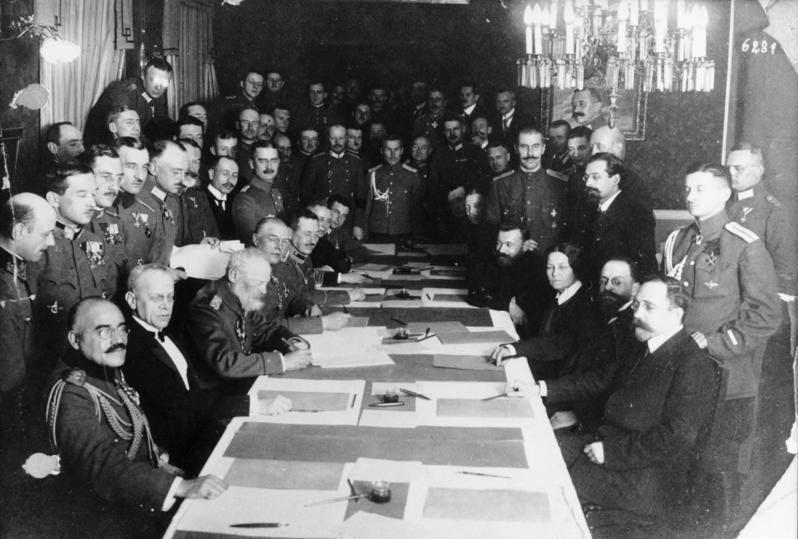
Подписание соглашения о перемирии

23 ноября (6 декабря) Троцкий довёл до сведения послов Великобритании, Франции, США, Италии, Китая, Японии, Румынии, Бельгии и Сербии, что переговоры в Брест-Литовске прерваны на неделю, и предложил правительствам «союзных стран определить своё отношение» к ним. 27 ноября (10 декабря) на заседании Совнаркома был обсуждён вопрос об инструкции советской делегации на мирных переговорах — в решении СНК было написано: «Инструкция о переговорах — на основе „Декрета о мире“». Тогда же Ленин составил «Конспект программы переговоров о мире», в котором изложил своё видение понятия «аннексия», а вечером ВЦИК принял резолюцию-наказ делегации, выразив также и одобрение её предыдущих действий. В составе самой делегации были произведены изменения: из её старого состава были исключены «представители революционных классов» (матрос, солдат, рабочий и крестьянин) и к оставшимся добавлен ряд офицеров — генералы Владимир Скалон (покончил с собой в ходе переговоров), Юрий Данилов, Александр Андогский и Александр Самойло, подполковник Иван Цеплит и капитан Владимир Липский.
2 (15) декабря новый этап переговоров завершился заключением перемирия, аналогичного уже имевшему силу: на 28 дней с 4 (17) декабря, с автоматическим продлением и с условием уведомить противника о разрыве за семь дней. Советская делегация сняла условие о выводе войск с Моонзундского архипелага, а Центральные державы не стали требовать очищения Анатолии. Один из пунктов перемирия формально разрешал братания — встречи воинских чинов в дневные часы — в двух-трёх специально организуемых местах («пунктах сношения») на участке каждой дивизии: группы с каждой стороны не должны были превышать 25 человек, а участникам разрешалось обмениваться газетами, журналами и письмами, а также свободно торговать или обмениваться предметами первой необходимости.
Намерение вести пропаганду было совершенно ясно.Генерал Э. Людендорф

## Переговоры о мире

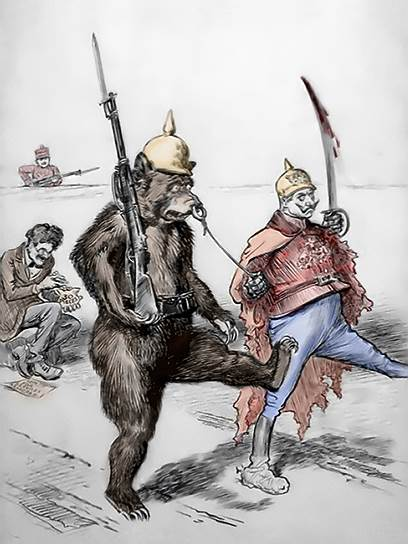
Германия уводит русского медведя с фронта, на заднем плане Троцкий пересчитывает свои 30 сребреников (1918)

Девятый пункт соглашения о перемирии позволил Советской России и странам Центрального блока приступить к мирным переговорам, которые проходили на фоне сложной внутриполитической обстановки во всех участвовавших странах: если в РСФСР в это время продолжалась борьба вокруг созыва Учредительного собрания и накалялись отношения с украинской Центральной радой, то в Австро-Венгрии и Османской империи обострялась ситуация с продовольственным снабжением городов (включая Вену и Стамбул), а в Германской империи продолжался конфликт между военными и гражданской администрацией. Кроме того, правительства Германской и Австро-Венгерской империй по-разному видели будущее польскоязычных территорий (см. «Польский вопрос»).

### Подготовка
5 (18) декабря 1917 года в Крейцнахе под председательством кайзера Германской империи Вильгельма II состоялось совещание, целью которого было выработать условия мира, «которые должны были быть поставлены России». На данном совещании во многом сбылись опасения министра иностранных дел Австро-Венгрии, графа Оттокара Чернина, о «безграничных амбициях» германской Ставки главного командования: ранее Гофману было поручено настаивать на выводе солдат бывшей Российской империи из Ливонии и Эстонии — регионов, ещё не занятых германскими войсками. Подобное желание военных было во многом связано с лоббированием интересов многочисленных немецкоязычных прибалтийских дворян, чьи земельные владения и сословные привилегии находились под непосредственной угрозой как из-за революционных событий в России, так и в связи с ростом «национальных движений» в регионе. Во время самого совещания статс-секретарь ведомства иностранных дел Рихард Кюльман, полагавший невозможной полную военную победу империи на всех фронтах, и канцлер Георг Гертлинг советовали императору не распространять сферу влияния на всю Прибалтику, мотивируя это угрозой для долгосрочных отношений с Россией; генерал Пауль Гинденбург возражал, подчёркивая «военную необходимость» и ценность данного региона для «безопасности Германии». В результате «его величество решил предложить России очистить эти области, но не настаивать на этом требовании, чтобы предоставить эстонцам и латышам использовать право самоопределения наций».
Готовились к переговорам и большевики: среди солдат Германской имперской армии активно велась агитация и распространялась революционная литература (включая специальное немецкоязычное периодическое издание «Die Fackel»), а 6 декабря «Известия ЦИК» опубликовали как обращение Советского правительства «К трудящимся, угнетённым и обескровленным народам Европы», в котором Совнарком призывал рабочих и солдат воюющих стран взять дело мира «в свои руки», так и передовую статью за авторством Троцкого, в которой нарком призывал рабочих и солдат всех воюющих стран к борьбе «за немедленное прекращение войны на всех фронтах»:
В переговорах о мире Советская власть ставит себе двойную задачу: во-первых, добиться как можно скорейшего прекращения постыдной и преступной бойни… во-вторых, помочь всеми доступными нам средствами рабочему классу всех стран низвергнуть господство капитала и овладеть государственной властью в целях демократического мира и социалистического переустройства Европы и всего человечества.

### Первый этап: 22—28 декабря

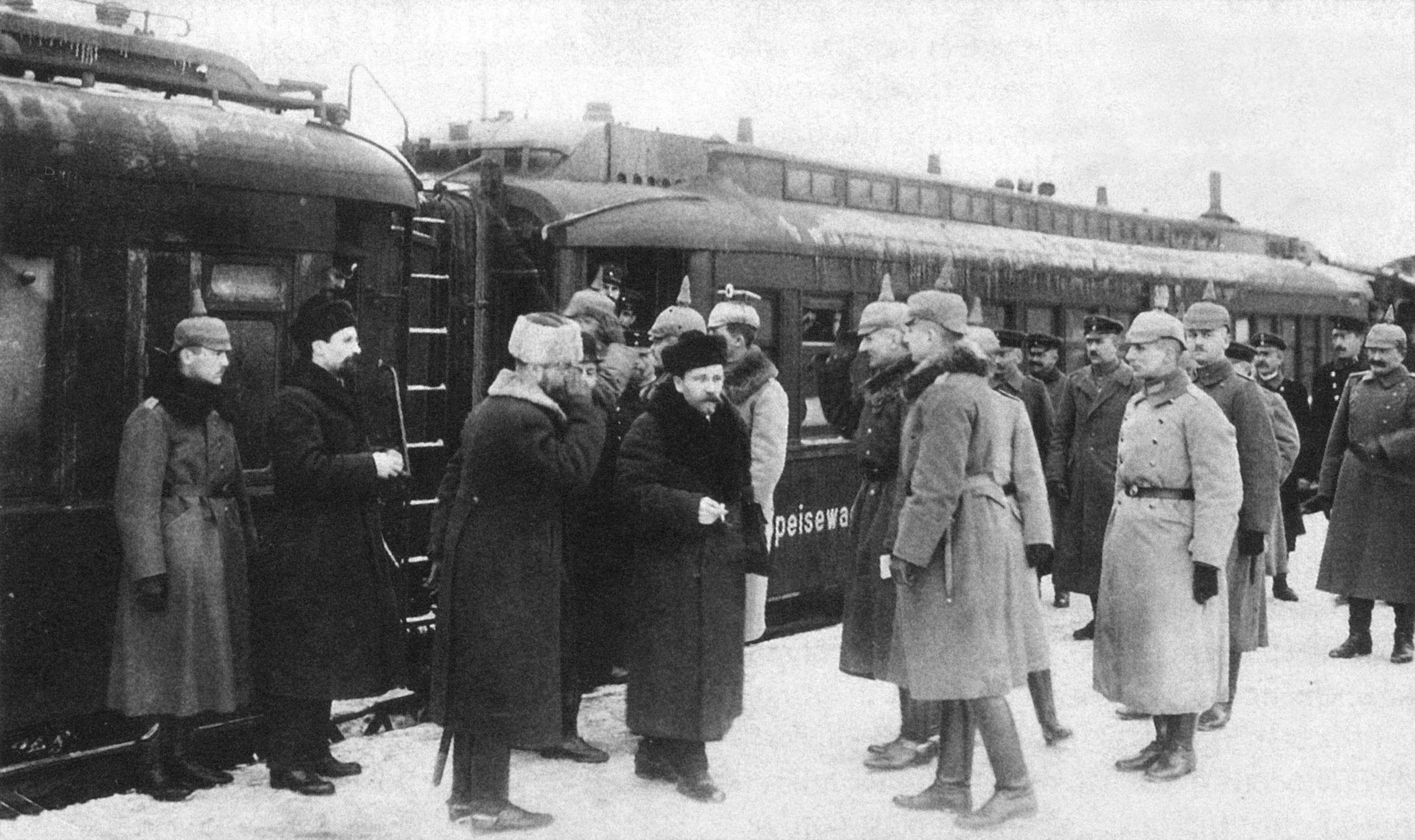
Встреча Л. Б. Каменева на вокзале Брест-Литовска

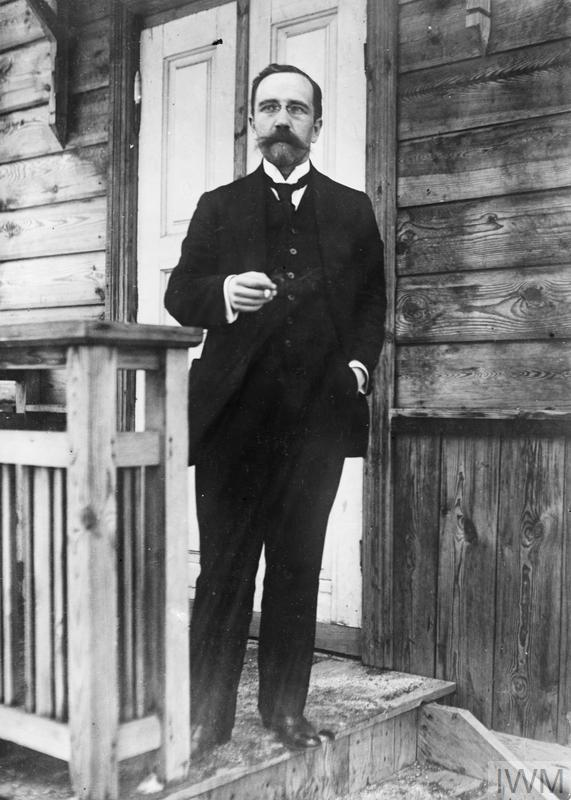
Каменев в Брест-Литовске (декабрь 1917)

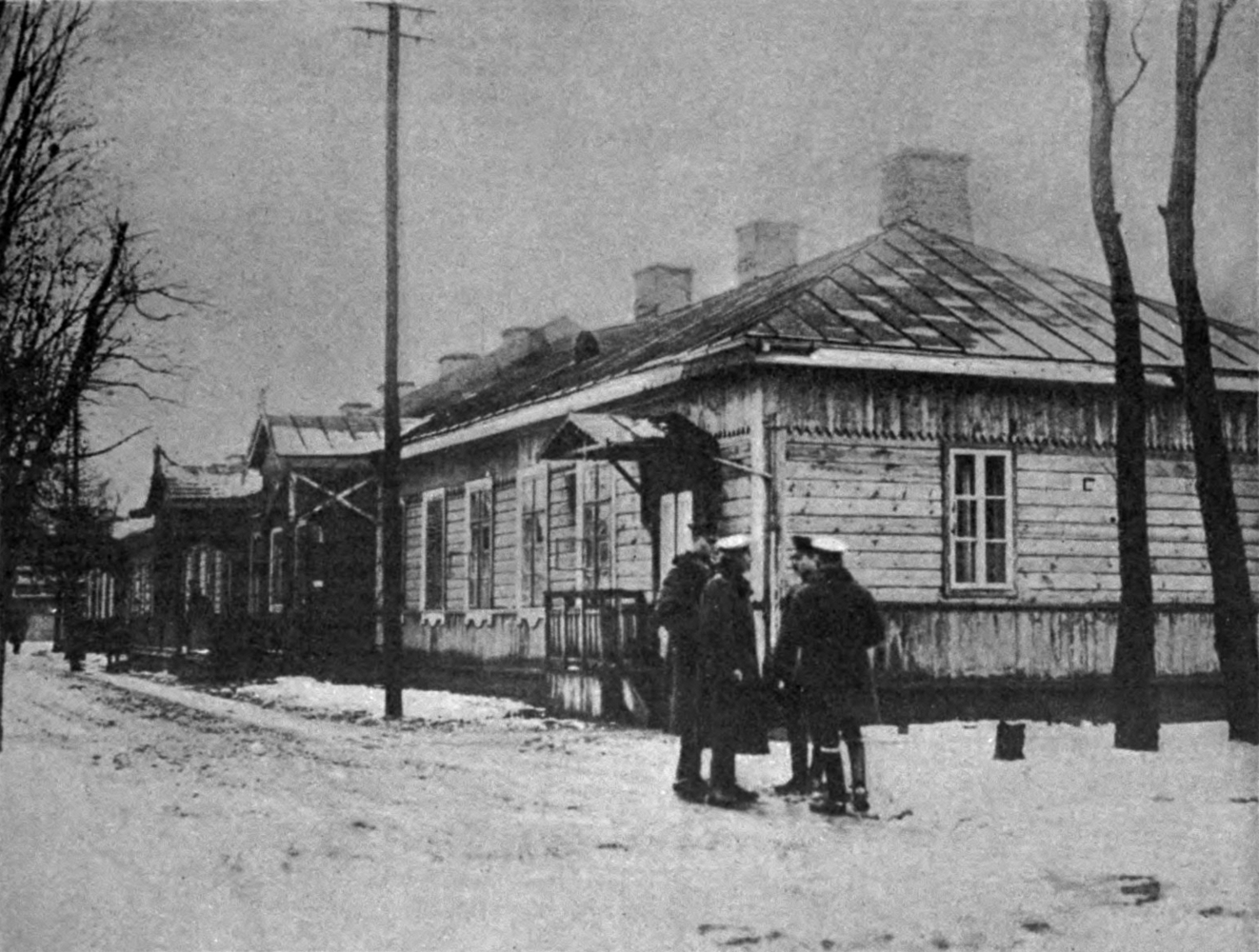
Здание в Брест-Литовске, в котором велись переговоры

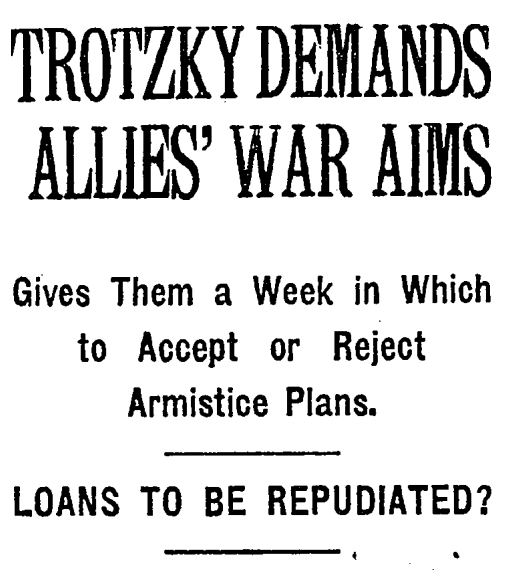
«Троцкий требует от союзников обозначить цели войны» («The New York Times», 9 декабря 1917 года)

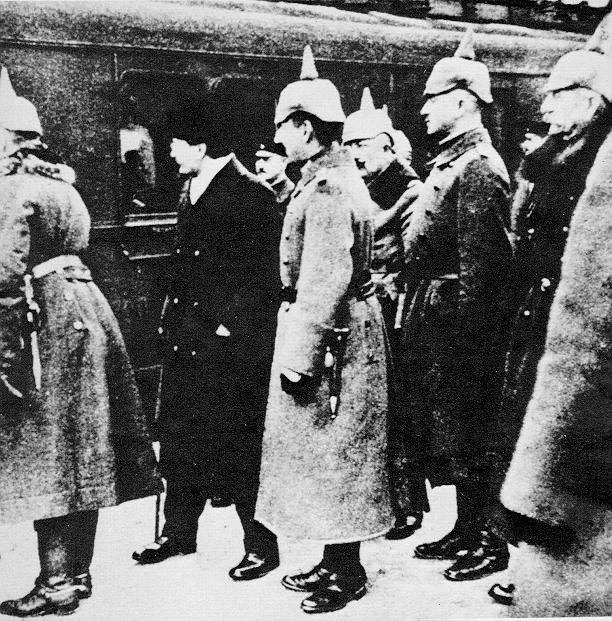
Германские офицеры встречают советскую делегацию во главе с Л. Д. Троцким в Брест-Литовске

Переговоры о мире были открыты главнокомандующим германским Восточным фронтом, принцем Леопольдом Баварским 9 (22) декабря. Делегации государств Четверного союза возглавляли: от Германии — статс-секретарь Кюльман; от Австро-Венгрии — граф Чернин; от Болгарии — министр юстиции Христо Попов; от Османской империи — великий визирь Талаат-бей. В советскую делегацию входили Иоффе, Каменев, Биценко, Михаил Покровский, секретарь Карахан, консультант Михаил Вельтман-Павлович, военные консультанты Альтфатер, Самойло, Липский и Цеплит.
Исходя из общих принципов «Декрета о мире», советская делегация уже на первом заседании предложила принять за основу переговоров программу из шести основных и одного дополнительного пунктов: (1) не допускаются никакие насильственные присоединения захваченных во время войны территорий; войска, оккупирующие эти территории, выводятся в кратчайший срок; (2) восстанавливается полная политическая самостоятельность народов, которые были этой самостоятельности лишены в ходе войны; (3) национальным группам, не имевшим политической самостоятельности до войны, гарантируется возможность свободно решить вопрос о принадлежности к какому-либо государству или о своей государственной самостоятельности путём свободного референдума; (4) обеспечивается культурно-национальная и при наличии ряда условий административная автономия национальных меньшинств; (5) производится отказ от контрибуций; (6) решение колониальных вопросов проводится на основе тех же принципов. Кроме того, Иоффе предлагал не допускать косвенных стеснений свободы более слабых наций со стороны наций более сильных.
После трёхдневного острого обсуждения советских предложений странами германского блока, в рамках которого представителям Германии и Австро-Венгрии удалось убедить делегатов от Османской империи и Болгарии принять как отсутствие точного срока вывода войск, так и отказ от аннексий, на втором пленарном заседании, состоявшемся вечером 12 (25) декабря, Кюльман сделал заявление о том, что Германская империя и её союзники в целом (при ряде замечаний) принимают эти положения всеобщего мира и что они «присоединяются к воззрению русской делегации, осуждающей продолжение войны ради чисто завоевательных целей». Констатировав присоединение германского блока к советской формуле мира «без аннексий и контрибуций», сходной с изложенной в июльской мирной резолюции Рейхстага 1917 года, советская делегация предложила объявить десятидневный перерыв, в ходе которого можно было бы попытаться привести страны Антанты за стол переговоров; во время перерыва предполагалось продолжить работу специальных комиссий, обсуждавших отдельные детали будущего соглашения.
Узнав о принятии дипломатами концепции безаннексионного мира, в переговоры вмешалась OHL: Людендорф, «с дипломатичностью большевика», телеграфировал Кюльману своё категорическое несогласие с направлением, которое приняла дискуссия; Кюльман был вынужден разъяснять генералу суть «блефа» — он считал невероятным, что Антанта присоединится к сепаратным переговорам, дабы на них действительно было возможно обсуждать всеобщий мир. И всё же, по просьбе генерала, Иоффе было неформально сообщено, что три территории бывшей Российской империи — Польша, Литва и Курляндия — не подпадают под определение аннексии, поскольку уже объявили о своей независимости. «Ошарашенный» Иоффе в ответ пригрозил прервать переговоры, что в свою очередь вызвало конфликт между Черниным и Гофманом: австрийский дипломат угрожал заключить сепаратный мир с РСФСР, если германская ставка не откажется от своих аннексионных требований, так как в Австрии из-за проблем с продовольствием надвигался голод. Помимо генералов, с действиями Чернина был не согласен и премьер-министр Королевства Венгрия Шандор Векерле, полагавший, что принятие принципа самоопределения наций может разрушить венгерское доминирование в многоязычном королевстве.
14 (27) декабря, на втором заседании политической комиссии, различие в понимании сторонами «аннексии» стало публичным: советская делегация сделала предложение, согласно которому одновременно выводились войска из регионов Австро-Венгрии, Османской империи и Персии, с одной стороны, и из Польши, Литвы, Курляндии «и других областей России», с другой. Германская и австро‑венгерская делегации сделали контрпредложение — советскому государству было предложено «принять к сведению заявления, в которых выражена воля народов, населяющих Польшу, Литву, Курляндию и части Эстляндии и Лифляндии, об их стремлении к полной государственной самостоятельности и к выделению из Российской федерации». Кроме того, Кюльман спросил, не согласится ли советское правительство вывести свои войска из всей Лифляндии и Эстляндии, чтобы дать местному населению возможность соединиться со своими «соплеменниками», живущими в областях, занятых германской армией (см. Ober Ost); также советской делегации было сообщено, что украинская Центральная рада направляет в Брест-Литовск свою собственную делегацию, поскольку не готова признать никакой мирный договор, в работе над которым её делегация не принимала бы участия.
15 (28) декабря советская делегация, приняв в итоге участие в трёх пленарных заседаниях и трёх заседаниях политической комиссии, выехала в Петроград:
…главное значение достигнутого нами успеха заключается в том, что впервые в истории империалистическое правительство... вынуждено было принять декларацию пролетарского правительства…А. Иоффе
Уже во время паузы в работе конференции, 17 (30) декабря, было опубликовано обращение НКИД к народам и правительствам союзных стран, подписанное Троцким: в нём нарком изложил причину перерыва в переговорах, а также охарактеризовал представленные программы делегаций, подчеркнув, что «правительства союзных народов до сих пор не примкнули к мирным переговорам по причинам, от точной формулировки которых они упорно уклонялись». Несмотря на отсутствие официальных ответов от держав Антанты, министр иностранных дел Франции занял «бескомпромиссную» позицию — обращаясь 31 декабря к Палате депутатов, он сообщил: «Россия может искать или не искать сепаратного мира с нашими врагами. В любом случае война для нас продолжается». Это означало, что переговоры впредь могли идти только о сепаратном мире на Восточном фронте.
Надо признать, что программа мира нашей революции усвоена до конца пока лишь меньшинством сознательного пролетариата
Запада.«Правда», 3 января 1918
18 (31) декабря на заседании Совнаркома обсуждалось как состояние армии, так и положение в Брест-Литовске: получив с фронта сведения о невозможности новой «революционной» войны, советское правительство приняло решение, насколько это возможно, затягивать переговоры — «продолжать мирные переговоры и противодействовать их форсированию немцами». Резолюция, составлявшаяся из расчёта на скорую мировую революцию, также предусматривала организацию новой армии и «оборону от прорыва [немцев] к Петрограду». Кроме того, Ленин предложил самому Троцкому выехать в Брест-Литовск и лично возглавить советскую делегацию — впоследствии нарком называл своё участие в брестских переговорах «визитами в камеру пыток».
…сама по себе перспектива переговоров с бароном Кюльманом и генералом Гофманом была мало привлекательна, но „чтобы затягивать переговоры, нужен затягиватель“, как выразился Ленин.Л. Троцкий, «О Ленине»

### Второй этап: 9 января — 10 февраля

#### Второй состав делегации

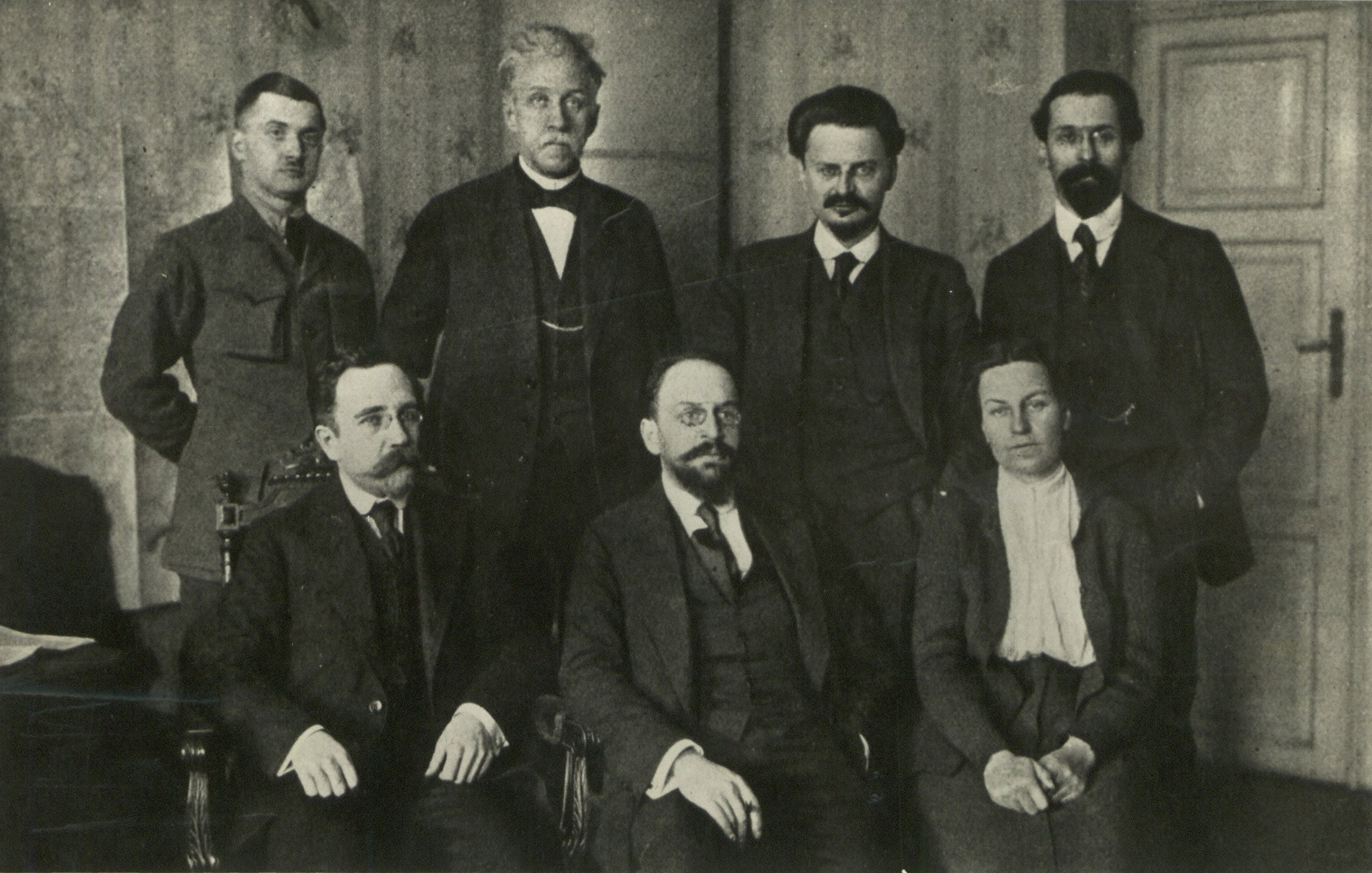
Второй состав советской делегации в Брест-Литовске. Сидят, слева направо: Каменев, Иоффе, Биценко. Стоят, слева направо: Липский, Стучка, Троцкий, Карахан

На втором этапе переговоров в советскую делегацию, возглавлявшуюся Троцким, входили Иоффе, Каменев, Покровский, Биценко, Владимир Карелин, секретарь Карахан; консультантами были Карл Радек, Станислав Бобинский, Винцас Мицкевич-Капсукас, Ваан Терьян (Териан), Альтфатер, Самойло и Липский; в делегацию украинского ВЦИК входили Ефим Медведев и Василий Шахрай. В делегацию украинской Рады вошли статс-секретарь Всеволод Голубович, Николай (Микола) Левитский, Николай (Микола) Любинский, Михаил Полозов и Александр Севрюк; консультантами были ротмистр Юрий Гасенко (фон Гассенко) и профессор Сергей Остапенко.
Делегация Германии была представлена Кюльманом, директором правового департамента Криге, посланником Розенбергом, тайным легационным советником Штокгаммером, легационным советником Балигандом, легационным секретарем Гешем, генералом Гофманом, капитаном 1-го ранга В. Горном и майором Бринкманом. В состав австро-венгерской делегации входили Чернин, директор департамента доктор Грац, посланник барон Миттаг, посланник Визнер, легационный советник барон Андриан, легационный советник граф Коллоредо, легационный секретарь граф Чаки, фельдмаршал-лейтенант фон Чичерич, обер-лейтенант Покорный, майор Глайзе.
Делегация Болгарии состояла из министра Попова, посланника Коссова, посланника Стояновича, полковника Ганчева, легационных секретарей Анастасова и Кермекчиева, капитана 1-го ранга Нодева, капитана Маркова. В османскую делегацию входили Талаат-паша, министр по иностранным делам Ахмед Нессими-бей, посол Ибрагим Хакки-паша, генерал от кавалерии Ахмед Иззет-паша, капитан Хуссен Рауф-бей, секретарь посольства Вехби-бей, майор Садик-бей, капитан 2-го ранга Комал-бей.
С переменой главы [советской] делегации резко изменились и отношения с немцами. Мы стали встречаться с ними только на совместных заседаниях, так как перестали ходить в офицерское собрание…А. Самойло

#### Ход переговоров

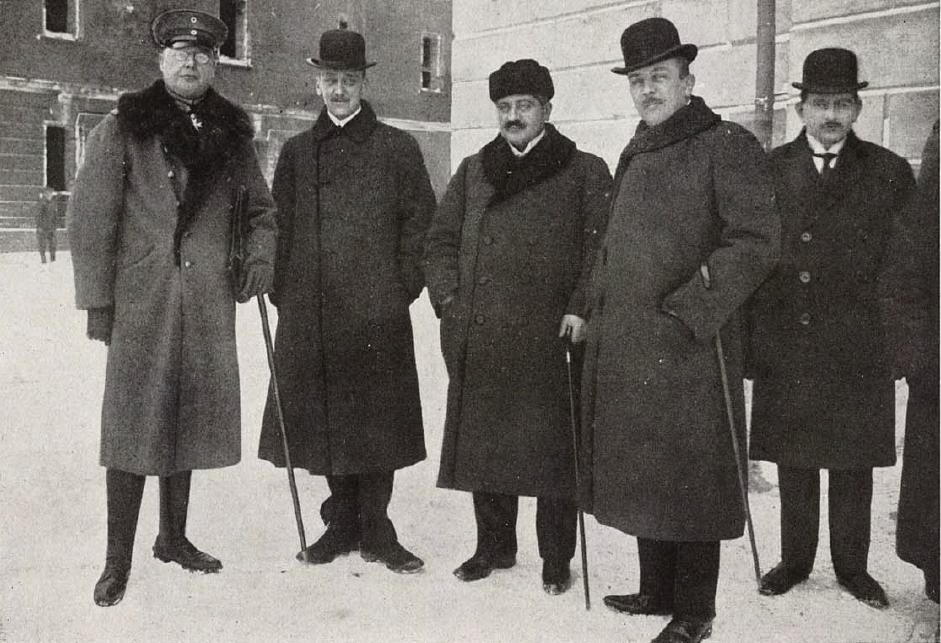
Делегаты Центральных держав в Брест-Литовске. Слева направо: германский генерал Макс Гофман, австро-венгерский министр иностранных дел, граф Оттокар Чернин, представитель Османской империи Мехмед Талаат-паша и представитель германского МИД Рихард фон Кюльман

Ещё 20 декабря 1917 (2 января 1918) года советское правительство направило телеграммы председателям делегаций стран Четверного союза с предложением перенести мирные переговоры в нейтральный Стокгольм; предложение было отклонено канцлером Германии. Открывая конференцию 27 декабря (9 января), Кюльман заявил, что, поскольку в течение перерыва в мирных переговорах ни от одной из основных участниц войны не поступило заявления о присоединении к ним, то делегации стран Четверного союза отказываются от своего ранее выраженного намерения присоединиться к советской формуле мира «без аннексий и контрибуций», а сами дальнейшие переговоры следует рассматривать как сепаратные. Кюльман и Чернин также высказались против перенесения переговоров в Стокгольм, но выразили готовность «подписать мирный договор в нейтральном городе, который надлежит ещё определить».
На следующее заседание, состоявшееся на следующий день, была приглашена и делегация УЦР: её председатель Голубович огласил декларацию Рады о том, что власть Совнаркома не распространяется на Украину и что Рада намерена самостоятельно вести мирные переговоры. Кюльман обратился к Троцкому с вопросом, следует ли считать делегацию Рады частью русской делегации или же она представляет самостоятельное государство. Троцкий ответил, что признаёт независимость «украинской делегации», уточнив, что сама Украина «находится сейчас именно в процессе своего самоопределения» (в литературе иногда встречается ошибочное утверждение, что Троцкий согласился рассматривать независимой саму делегацию Центральной рады). Кюльман же ответил, что заявление советской делегации по вопросу об участии в переговорах представителей Украины необходимо изучить.

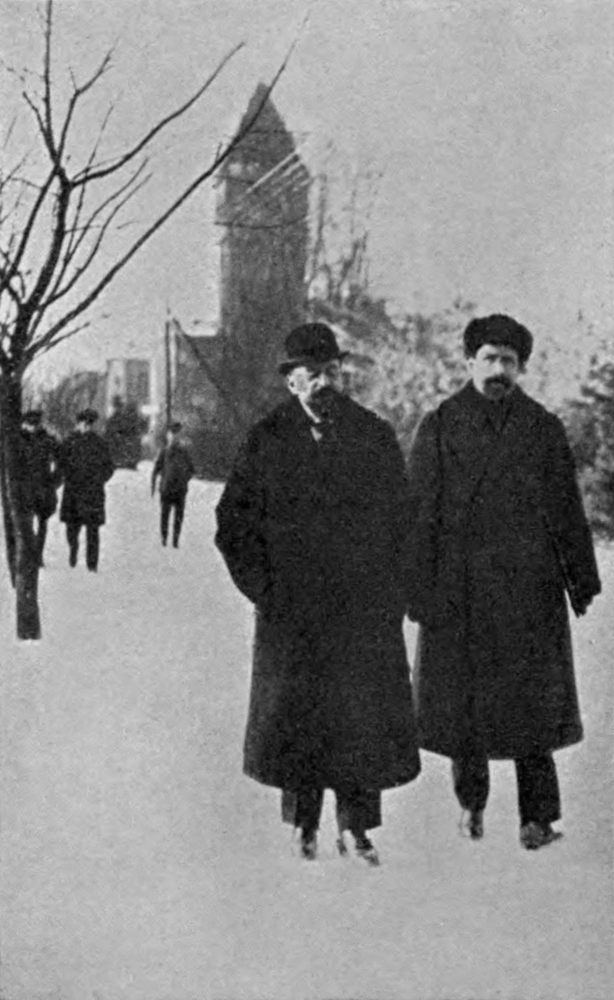
Иоффе и Каменев на переговорах в Брест-Литовске

Дальнейшие переговоры зачастую рассматривались как современниками, так и историками в качестве «словесного поединка» между Троцким и Кюльманом, в который иногда с протестами вмешивался генерал Гофман: поле их обсуждения простиралось от Китая до Перу; они затрагивали такие темы, как степень зависимости низама из индийского Хайдарабада от Британии и деятельность Верховного суда США. При этом OHL выражало крайнее недовольство затягиванием переговоров, опасаясь исчерпания ресурсов для продолжения войны (см. «брюквенная зима», «эрзац») и разложения армии; правительство Австро-Венгрии находилось в ещё более сложном положении (см. Январская забастовка в Австро-Венгрии).
Поскольку в середине января 1918 года в Восточно-Центральной Европе разразились масштабные забастовки и начались беспорядки, казалось, что большевистский подход к мирной конференции может принести свои плоды.

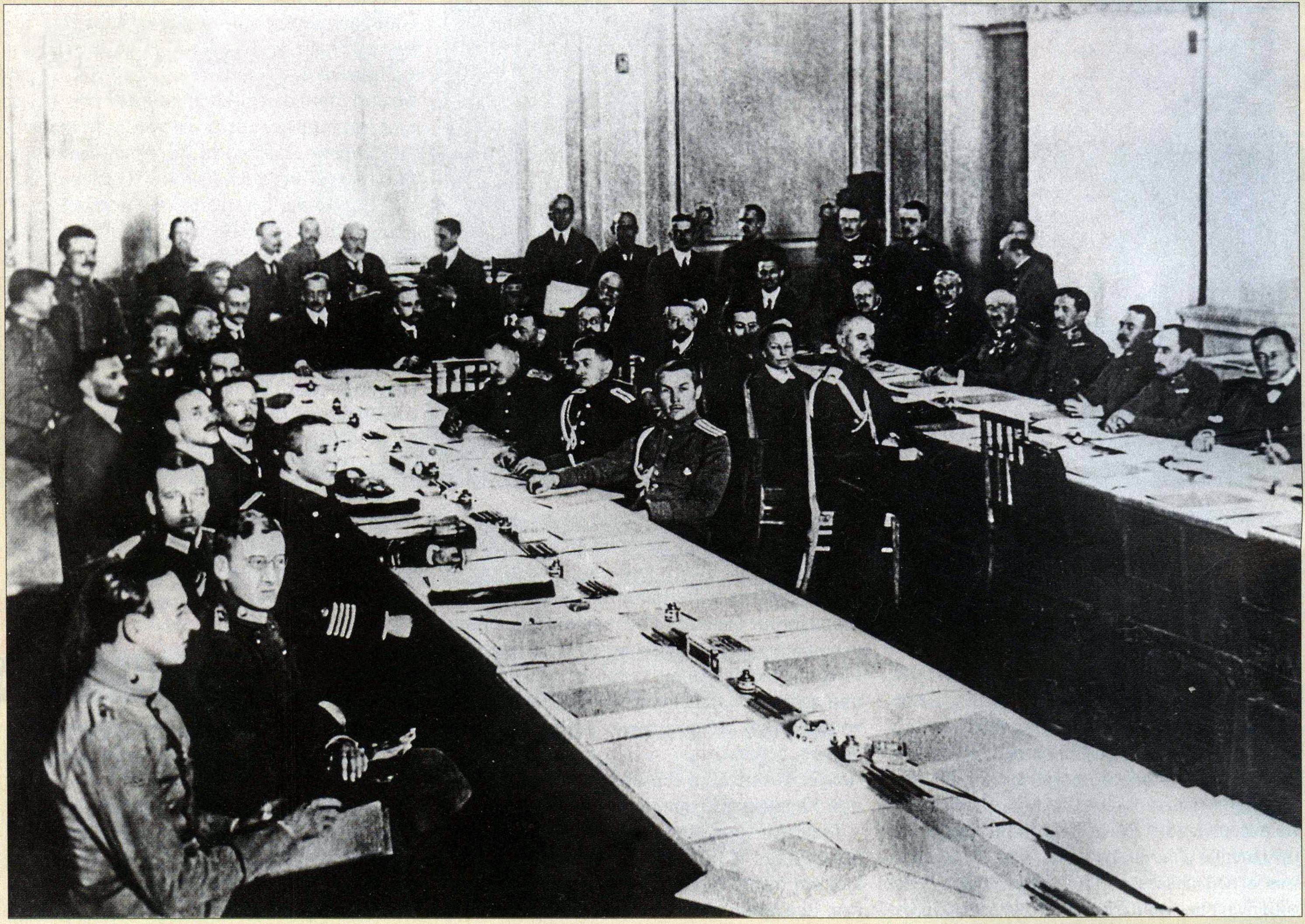
Заседание делегаций на переговорах в Бресте

5 (18) января 1918 года на заседании политической комиссии генерал Гофман предъявил конкретные условия Центральных держав — они представляли собой карту бывшей Российской империи, на которой под военным контролем Германии и Австро-Венгрии оставались Польша, Литва, часть Беларуси и Украины, Эстонии и Латвии, Моонзундские острова и Рижский залив. Троцкий запросил перерыв «для ознакомления Русской делегации с этой столь ярко обозначенной на карте линией». Вечером того же дня советская делегация попросила о новом десятидневном перерыве в работе конференции для ознакомления правительства в Петрограде с германо-австрийскими требованиями: Троцкий отбыл в столицу, а следующее заседание было назначено на 16 (29) января.

### Перерыв. Начало внутрипартийной борьбы
Новости о приостановке переговоров в Брест-Литовске привели как к массовым забастовкам в австро-венгерской промышленности и голодным бунтам в городах империи, так и к спонтанному появлению рабочих советов по российской модели. Делегаты свежеобразованных советов выступали за отправку своих представителей на переговоры с Троцким.
Разность позиций по отношению к переговорам в Брест-Литовске наметилась внутри РСДРП(б) ещё до того, как Центральные державы представили свои территориальные требования: так, 28 декабря 1917 года состоялось пленарное собрание Московского областного бюро, в Центральный комитет которого входил Николай Бухарин и которое в тот период руководило партийными организациями Московской, Воронежской, Костромской, Калужской, Владимирской, Нижегородской, Тверской, Тульской, Рязанской, Тамбовской, Орловской, Смоленской и Ярославской губерний. На заседании была принята резолюция, указывавшая, что «мир же социалистической России с империалистической Германией может быть лишь миром грабительским и насильническим», и требовавшая от СНК как «прекращения мирных переговоров с империалистической Германией», так и начала «беспощадной войны с буржуазией всего мира». Резолюция была опубликована только 12 (25) января 1918 года, когда в партии уже явно сформировались группы, придерживавшиеся разных мнений о подписании мира.
8 (21) января Ленин, выступая на совещании членов ЦК с партийными работниками, привёл развёрнутое обоснование необходимости незамедлительного подписания мира, огласив свои «Тезисы по вопросу о немедленном заключении сепаратного и аннексионистского мира» (были опубликованы 24 февраля). За ленинские тезисы проголосовало лишь 15 участников совещания; 32 человека поддержали позицию «левых коммунистов», предлагавших объявить «революционную войну» международному империализму и заявлявших о готовности «идти на возможность утраты советской власти» во имя «интересов международной революции»; 16 участников совещания согласились с промежуточной позицией Троцкого «ни мира, ни войны», предполагавшей прекращение войны и демобилизацию армии без формального подписания мирного договора.
Для революционной войны нужна армия, а у нас армии нет… Несомненно, мир, который мы вынуждены заключать сейчас, — мир похабный, но если начнётся война, то наше правительство будет сметено и мир будет заключён другим правительством.В. Ленин
Исследователи выдвигали различные предположения о причинах, побудивших Ленина настаивать на заключении мира: Ирина Михутина полагала, что Ленин лишь прятался за «революционной риторикой», начав после прихода к власти мыслить как государственный деятель; Юрий Фельштинский считал, что Лениным двигало желание остаться в роли главы революционного движения, которую он, скорее всего, потерял бы, начнись пролетарская революция в индустриально развитой Германии; Борислав Чернев видел в позиции главы Совнаркома основу для будущей концепции «социализма в отдельно взятой стране», отмечая при этом, что Ленин продолжал надеяться на мировую революцию в перспективе месяцев, а не десятилетий. Троцкий же, имевший в Брест-Литовске полный доступ к немецкоязычной прессе, обосновывал свою позицию массовыми беспорядками в Австро-Венгрии и Германии, которые он полагал прологом гражданской войны, исключавшей возможность наступления войск Центральных держав на Советскую Россию даже при отсутствии формального мирного договора, неподписание которого также позволило бы отрицать слухи о большевиках как агентах Германии. В свою очередь Бухарин и «левые коммунисты», ссылаясь на опыт Французской революции, вооружённые силы которой сумели одержать победу над значительно превосходящими их по численности армиями коалиции консервативных держав, полагали, что большевики сумеют вдохновить российских рабочих и крестьян на поход против Центральных держав, способный помочь революции в Европе.

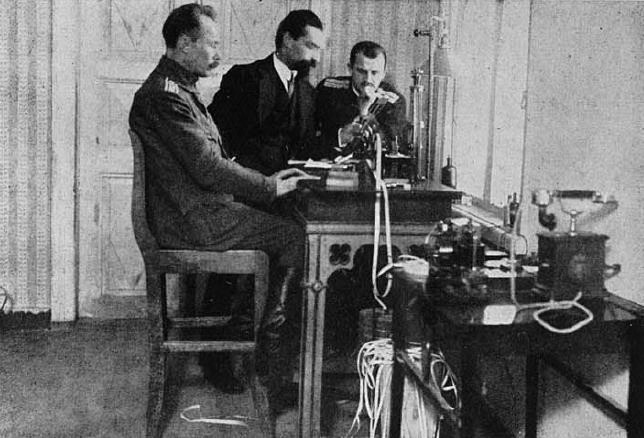
Секретарь советской делегации Л. М. Карахан у телеграфного аппарата в Брест-Литовске

Ключевым стало заседание ЦК РСДРП(б) 11 (24) января, на котором представители разных взглядов вступили в острую полемику. В итоге при голосовании по вопросу «Собираемся ли мы призывать к революционной войне?» двое высказались «за», одиннадцать — «против» (при одном воздержавшемся). Когда по предложению Ленина на голосование был поставлен тезис о том, что «мы всячески затягиваем подписание мира», его поддержали 12 человек (против был только Григорий Зиновьев). В заключение Троцкий предложил проголосовать за формулу «мы войну прекращаем, мира не заключаем, армию демобилизуем», которая набрала большинство в 9 голосов (включая Троцкого, Урицкого, Ломова, Бухарина и Коллонтай) при 7 мнениях «против» (Ленин, Сталин, Свердлов, Сергеев, Муранов и другие). Секретное решение ЦК являлось обязывающим партийным документом. Через два дня, на совместном совещании руководства партий большевиков и левых эсеров, формула «войны не вести, мира не подписывать» получила одобрение подавляющего большинства присутствовавших. 14 (27) января Третий Всероссийский съезд Советов одобрил написанную Троцким резолюцию о внешней политике, составленную в «расплывчатых» выражениях и наделявшую саму делегацию широкими полномочиями в принятии окончательного решения о подписании мира: «Провозглашая снова перед лицом всего мира стремление русского народа к немедленному прекращению войны, Всероссийский Съезд поручает своей делегации отстаивать принципы мира на основах программы Русской революции».
Выход из тяжёлого положения дала нам средняя точка — позиция Троцкого.И. Сталин (1918)

### Продолжение переговоров

#### Подписание мирного договора с Украиной

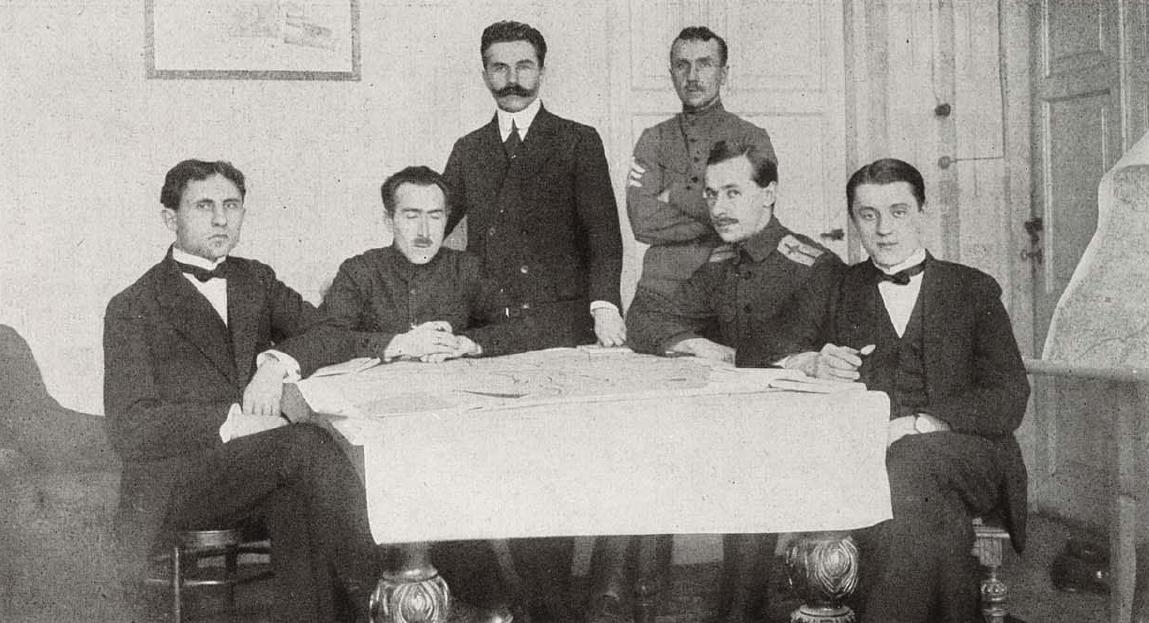
Делегация УЦР в Брест-Литовске

21 января (3 февраля) Кюльман и Чернин выехали в Берлин на совещание с Людендорфом, на котором обсуждался вопрос о возможности подписания мира с Центральной радой, не контролировавшей ситуацию на Украине: решающую роль в положительном решении сыграло тяжелейшее положение с продовольствием в Австро-Венгрии, грозившее голодом. Вернувшись в Брест-Литовск, германская и австро-венгерская делегации 27 января (9 февраля) подписали мирный договор с делегацией Рады, согласно которому — в обмен на военную помощь против советских войск — УНР обязалась в срок до 31 июля поставить Германии и Австро-Венгрии 1 миллион тонн зерна, 400 миллионов яиц, до 50 тысяч тонн мяса рогатого скота, а также — сало, сахар, пеньку, марганцевую руду и другое сырьё. Кроме того, делегации УНР удалось добиться секретного обещания о создании автономного австро-венгерского региона, в который бы входили все украиноязычные территории Австрии (но не Венгрии); за Украиной также признавался спорный регион Холм.

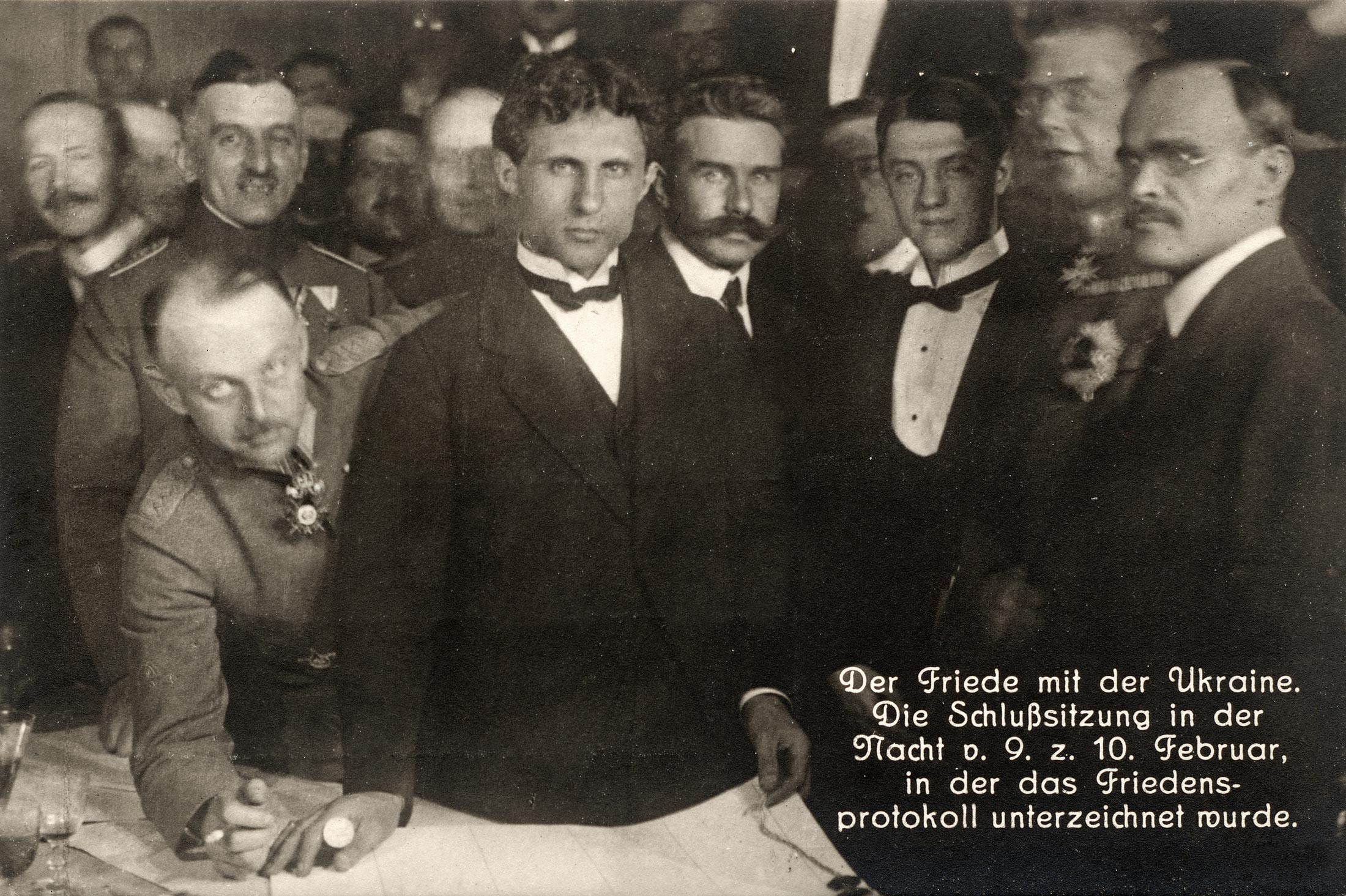
Подписание мирного договора между УНР и Центральными державами 27 января (9 февраля) 1918

Подписание Брестского мира между Украиной и Центральными державами стало серьёзным ударом по позициям Советской России, поскольку уже 31 января (13 февраля) делегация УНР обратилась к Германии и Австро-Венгрии с просьбой о помощи против советских войск. Несмотря на то, что военная конвенция между УНР, Германией и Австро-Венгрией, ставшая правовой основой для вступления австро-германских войск на территорию Украины, была официально оформлена позднее, германское командование в тот же день дало своё предварительное согласие на вступление в войну против большевиков и начало активно готовиться к походу на Украину.
Я добился того, что статс-секретарь фон Кюльман дал обещание в течение 24-х часов после подписания мирного договора с Украиной прервать переговоры с Троцким.Э. Людендорф

#### Германский ультиматум и разрыв переговоров
Как только о подписании мирного соглашения с Центральной радой узнали в Берлине, Вильгельм II, получивший также сведения о радиообращении с большевистским воззванием к германским солдатам, в котором содержался призыв «убить императора и генералов и побрататься с советскими войсками», категорически потребовал тотчас же предъявить советской делегации ультиматум о принятии германских условий мира с отказом от прибалтийских областей до линии Нарва — Псков — Двинск.
Сегодня большевистское правительство напрямую обратилось к моим войскам с открытым радиообращением, призывающим к восстанию и неповиновению своим высшим командирам. Ни я, ни фельдмаршал фон Гинденбург больше не можем терпеть такое положение вещей.кайзер Вильгельм II
Вечером того же дня Кюльман предъявил советской делегации категорическое требование немедленно подписать мир на германских условиях, сформулированных следующим образом: «Россия принимает к сведению следующие территориальные изменения, вступающие в силу вместе с ратификацией этого мирного договора: области между границами Германии и Австро-Венгрии и линией, которая проходит… впредь не будут подлежать территориальному верховенству России. Из факта их принадлежности к бывшей Российской империи для них не будут вытекать никакие обязательства по отношению к России. Будущая судьба этих областей будет решаться в согласии с данными народами, а именно на основании тех соглашений, которые заключат с ними Германия и Австро-Венгрия». При этом ещё в конце января правительства Центральных держав обладали «удивительно» детальной информацией о ходе (секретной) внутрипартийной дискуссии в Петрограде и знали о планах большевиков максимально затягивать подписание мира — данная информация «просочилась» также и в немецкую прессу.

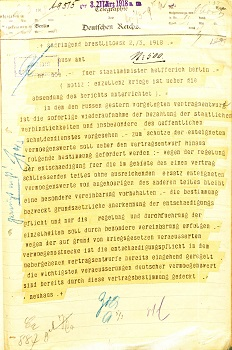
Немецкая телеграмма с условиями мира для РСФСР (2 марта 1918)

28 января (10 февраля) Троцкий передал делегатам Центральных держав письменное заявление, подписанное всеми членами советской делегации; он также устно отверг германские условия мира и сделал заявление о том, что:
Мы выходим из войны. Мы извещаем об этом все народы и их правительства. Мы отдаём приказ о полной демобилизации наших армий… В то же время мы заявляем, что условия, предложенные нам правительствами Германии и Австро-Венгрии, в корне противоречат интересам всех народов.
Германская сторона заявила в ответ, что неподписание Россией мирного договора автоматически влечёт за собой прекращение перемирия. После этого советская делегация демонстративно покинула заседание, мотивировав это необходимостью вернуться в Петроград для получения дополнительных инструкций. В тот же день Троцкий послал телеграмму главковерху Крыленко, в которой потребовал немедленно издать приказ по действующей армии о прекращении состояния войны с державами германского блока и о демобилизации армии; Крыленко утром следующего дня издал данный приказ. Узнав об этом распоряжении, Ленин попытался немедленно отменить его, но его сообщение не пошло дальше ставки Крыленко.

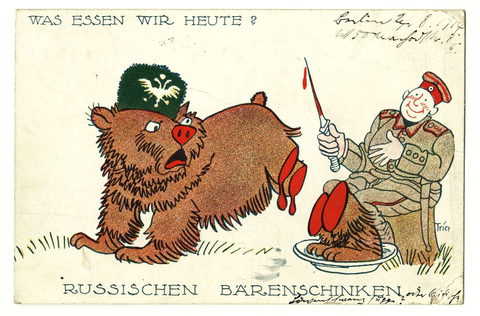
Открытка «Что мы едим сегодня? Русскую медвежью ветчину»

29 января (11 февраля) на заседании Петросовета большинством участников (при одном голосе «против» и 23 воздержавшихся) была принята резолюция, подготовленная Зиновьевым и одобрявшая действия советской делегации в Брест-Литовске. На следующий день в «Известиях ЦИК» и «Правде» также вышли статьи, поддерживавшие данное решение; вечером 1 (14) февраля на заседании ВЦИК была принята резолюция, одобрявшая «образ действий своих представителей в Бресте».

### Возобновление военных действий
31 января (13 февраля) на совещании в Бад-Хомбурге (иногда, ошибочно, в Гамбурге) с участием Вильгельма II, канцлера Гертлинга, Кюльмана, Гинденбурга, Людендорфа, начальника морского штаба и вице-канцлера было принято решение прервать перемирие и начать наступление на Восточном фронте — «нанести короткий, но сильный удар расположенным против нас русским войскам, который позволил бы нам при этом захватить большое количество военного снаряжения». Согласно разработанному плану, предполагалось занять всю Прибалтику вплоть до Нарвы и оказать вооружённую поддержку Финляндии. Решено было также занять Украину, ликвидировать на занятых территориях советскую власть и приступить к вывозу зерна и сырья. В качестве формального мотива прекращения с 17 (или 18) февраля перемирия было решено использовать «неподписание Троцким мирного договора». 16 февраля германское командование официально заявило оставшемуся в Брест-Литовске советскому представителю о том, что между Россией и Германией возобновляется состояние войны. Советское правительство заявило протест по поводу нарушения условий перемирия, но немедленного ответа не последовало.
Исторической задачей Германии издавна было: установить плотину против сил, угрожавших с Востока… Теперь с Востока угрожает новая опасность: моральная инфекция. Теперешняя больная Россия старается заразить своей болезнью все страны мира. Против этого мы должны бороться.Леопольд Баварский, из радиообращения к солдатам
4 (17) февраля состоялось заседание ЦК РСДРП(б), на котором присутствовали 11 человек: Бухарин, Ломов, Троцкий, Урицкий, Иоффе, Крестинский, Ленин, Сталин, Свердлов, Сокольников и Смилга. Ленин предложил высказаться «за немедленное предложение Германии вступить в новые переговоры для подписания мира», против чего выступили 6 человек (Бухарин, Ломов, Троцкий, Урицкий, Иоффе, Крестинский) при пяти голосах «за». Затем, возможно Троцким, было внесено предложение «выждать с возобновлением переговоров о мире до тех пор, пока в достаточной мере не проявится германское наступление и пока не обнаружится его влияние на рабочее движение», за которое проголосовали 6 членов ЦК (Бухарин, Ломов, Троцкий, Урицкий, Иоффе, Крестинский), а все остальные были против. На вопрос «Если мы будем иметь как факт немецкое наступление, а революционного подъёма в Германии и Австрии не наступит, заключаем ли мы мир?» положительно высказались шестеро (Троцкий, Ленин, Сталин, Свердлов, Сокольников и Смилга), и только Иоффе проголосовал против.

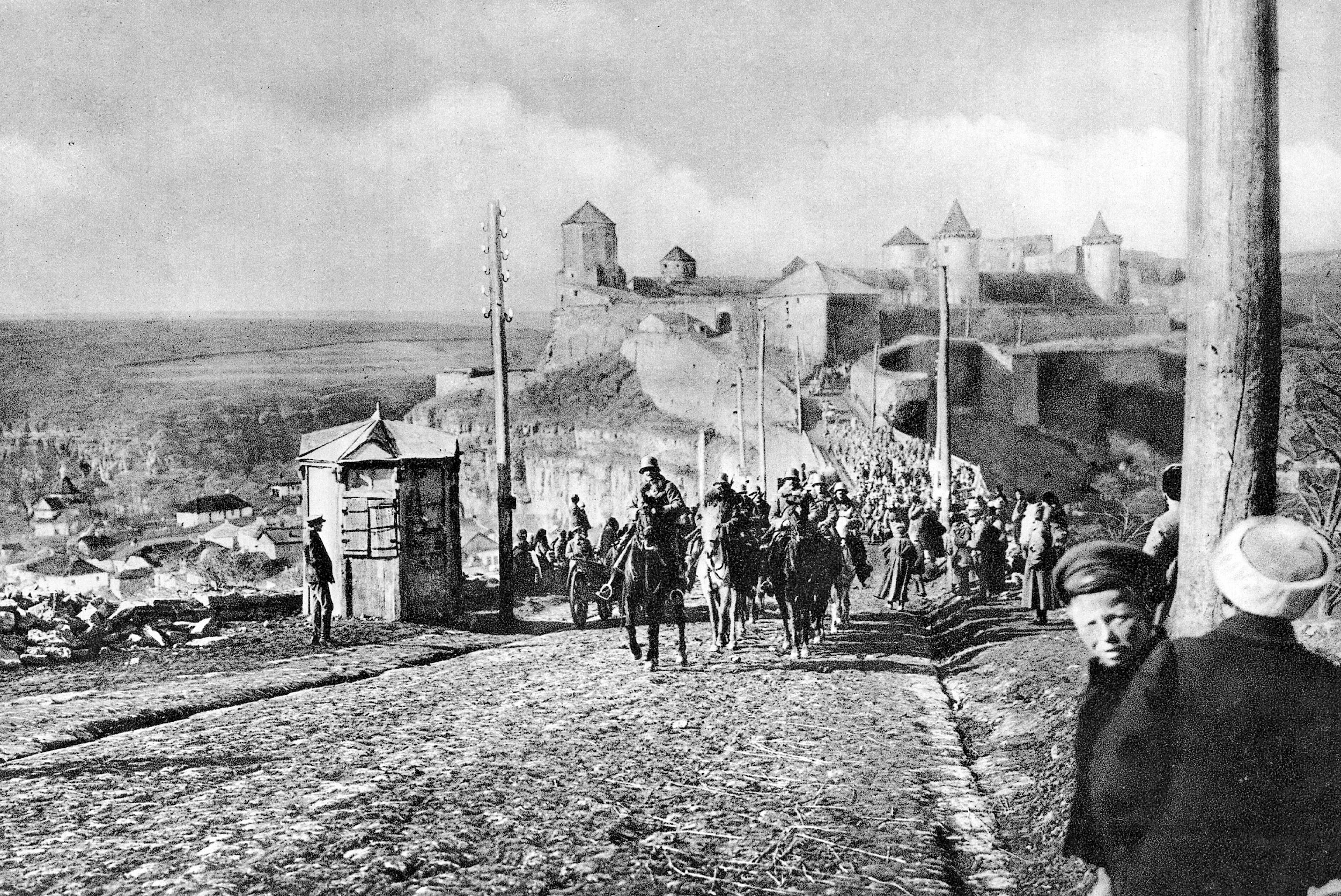
Австро-венгерские войска входят в Каменец-Подольский (февраль 1918)

Утром 18 февраля советское правительство уже располагало сведениями об активизации немецких войск. Днём, начав наступление по всему фронту от Балтийского моря до Карпат силами 47 пехотных и 5 кавалерийских дивизий, германские войска быстро продвигались вперёд и уже к вечеру отрядом менее чем в 100 штыков был взят Двинск, где в тот момент находился штаб 5-й армии Северного фронта (см. Операция «Фаустшлаг»). Части старой армии уходили в тыл, бросая или унося с собой военное имущество, а сформированные большевиками отряды Красной гвардии серьёзного сопротивления не оказывали.
Советское правительство в ночь с 18 на 19 февраля составило и согласовало радиограмму правительству Германии с выражением протеста по поводу нарушения условий перемирия и с согласием подписать выработанный ранее в Бресте мирный договор:
Ввиду создавшегося положения, Совет Народных Комиссаров видит себя вынужденным подписать условия мира, предложенные в Брест-Литовске делегациями Четверного Союза. Совет Народных Комиссаров заявляет, что ответ на поставленные германским правительством точные условия будет дан немедленно.В. Ленин, Л. Троцкий
Вечером 19 февраля Ленин лично принял радиотелеграмму Гофмана, сообщавшую, что советское радиосообщение было передано в Берлин, но что оно не могло быть рассмотрено в качестве официального документа. В связи с этим генерал предлагал советскому правительству направить в Двинск специального курьера с письменным документом. В итоге прошло ещё пять дней, прежде чем в Петрограде был получен новый ультиматум германского правительства.

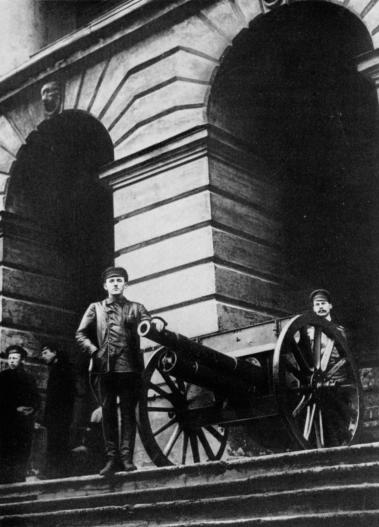
Здание Смольного института в феврале 1918

Тем временем наступление германских и австро-венгерских войск разворачивалось по всему фронту; противники большевиков сумели продвинуться на 200–300 километров: 19 февраля были заняты Луцк и Ровно, 21 февраля — Минск и Новоград-Волынский, 24 февраля — Житомир. В связи с германским наступлением, на пленарном заседании Петросовета от 21 февраля был образован Комитет революционной обороны Петрограда в составе 15 человек, столица РСФСР была объявлена на осадном положении.
Мне ещё не доводилось видеть такой нелепой войны. Мы вели её практически на поездах и автомобилях. Сажаешь на поезд горстку пехоты с пулемётами и одной пушкой и едешь до следующей станции. Берёшь вокзал, арестовываешь большевиков, сажаешь на поезд ещё солдат и едешь дальше.генерал М. Гофман

### Внутрипартийная и публичная дискуссия о мире
21 февраля Совнарком принял (и на следующий день опубликовал) ленинский декрет «Социалистическое Отечество в опасности!», обязывавший советские организации «защищать каждую позицию до последней капли крови». Одновременно Ленин — под псевдонимом «Карпов» — опубликовал в «Правде» статью «О революционной фразе», расширяя свои тезисы о мире и начиная, таким образом, открытую борьбу в печати за заключение мира: глава правительства сравнивал текущую ситуацию в РСФСР с положением Российской империи перед заключением Тильзитского мира. 22 февраля Троцкий подал в отставку с поста наркома по иностранным делам, передав «с некоторым облегчением» полномочия Георгию Чичерину.
В тот же день на заседании ЦК, проходившем без Ленина, Бухарин — в ходе дискуссии о возможности приобретения оружия и продовольствия у держав Антанты — внёс предложение: «…ни в какие соглашения относительно покупки оружия, использования услуг офицеров и инженеров с французской, английской и американской миссиями не входить». Альтернативный проект Троцкого — «мы через государственные учреждения принимаем все средства к тому, чтобы наилучшим образом вооружить и снарядить нашу революционную армию» — набрал большинство в 6 голосов (против 5), после чего Бухарин подал заявление о выходе из ЦК и уходе с должности редактора «Правды». Ленин прислал записку с текстом «Прошу присоединить мой голос за взятие картошки и оружия у разбойников англо-французского империализма» и опубликовал свою статью «О чесотке». Одновременно ВЧК сообщила населению, что до сих пор она «была великодушна в борьбе с врагами народа», но теперь все контрреволюционеры, шпионы, спекулянты, громилы, хулиганы и саботажники «будут беспощадно расстреливаться отрядами Комиссии на месте преступления».

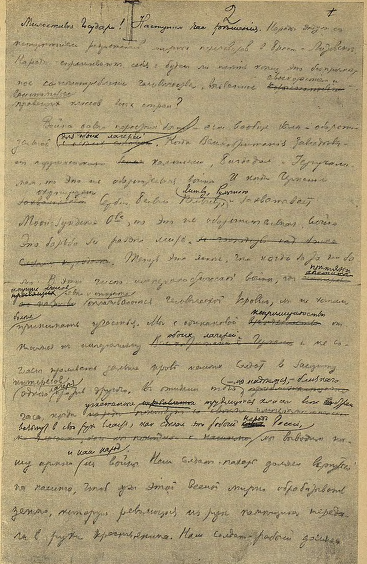
Черновой набросок советской декларации от 10 февраля 1918

В ответ на решения, принятые Центральным комитетом партии, Ломов, Урицкий, Бухарин, Бубнов, Мечислав Бронский, Варвара Яковлева, Спундэ, Покровский и Георгий Пятаков написали заявление в ЦК, в котором оценили принятые ранее решения как идущие «вразрез с интересами пролетариата и не соответствующие настроению партии», а также сообщили о своём намерении вести внутрипартийную агитацию против заключения мира; заявление появилось в печати 26 февраля. Иоффе, Крестинский и Дзержинский также выступили против политики большинства членов ЦК, но отказались от агитации из опасения раскола партии.
Официальный ответ германского правительства, содержавший более обременительные для Советской России условия мира, был получен в Петрограде утром 23 февраля. В тот же день прошло «историческое» заседание ЦК РСДРП(б), на котором Ленин потребовал заключения мира на предъявленных условиях, пригрозив в противном случае подать в отставку с должности главы Совнаркома и выйти из ЦК, что фактически означало раскол партии. Троцкий, выразив своё отрицательное отношение к договору и отказавшись участвовать в дискуссии, согласился с Лениным:
Вести революционную войну при расколе в партии мы не можем… При создавшихся условиях наша партия не в силах руководить войной… нужно было бы максимальное единодушие; раз его нет, я на себя не возьму ответственность голосовать за войну.Л. Троцкий
После дебатов Ленин вынес на голосование три вопроса: (i) принять ли немедленно германские предложения? (ii) готовить ли немедленно революционную войну? (iii) производить ли немедленно опрос среди советских избирателей Петрограда и Москвы? По первому вопросу «против» (4) проголосовали Бухарин, Урицкий, Ломов, Бубнов; «за» (7) выступили Ленин, Свердлов, Сталин, Зиновьев, Сокольников, Смилга и Стасова; воздержались (4) Троцкий, Дзержинский, Иоффе и Крестинский. По второму вопросу все 15 человек высказались единогласно «да»; третий пункт поддержали 11 человек. По оценке Ричарда Пайпса, обеспеченные Троцким четыре голоса воздержавшихся «спасли Ленина от унизительного поражения»; по оценке Фельштинского, «нелепо считать, что Троцкий руководствовался джентльменскими соображениями… Он прежде всего заботился о самом себе, понимая, что без Ленина не удержится в правительстве и будет оттеснён конкурентами».

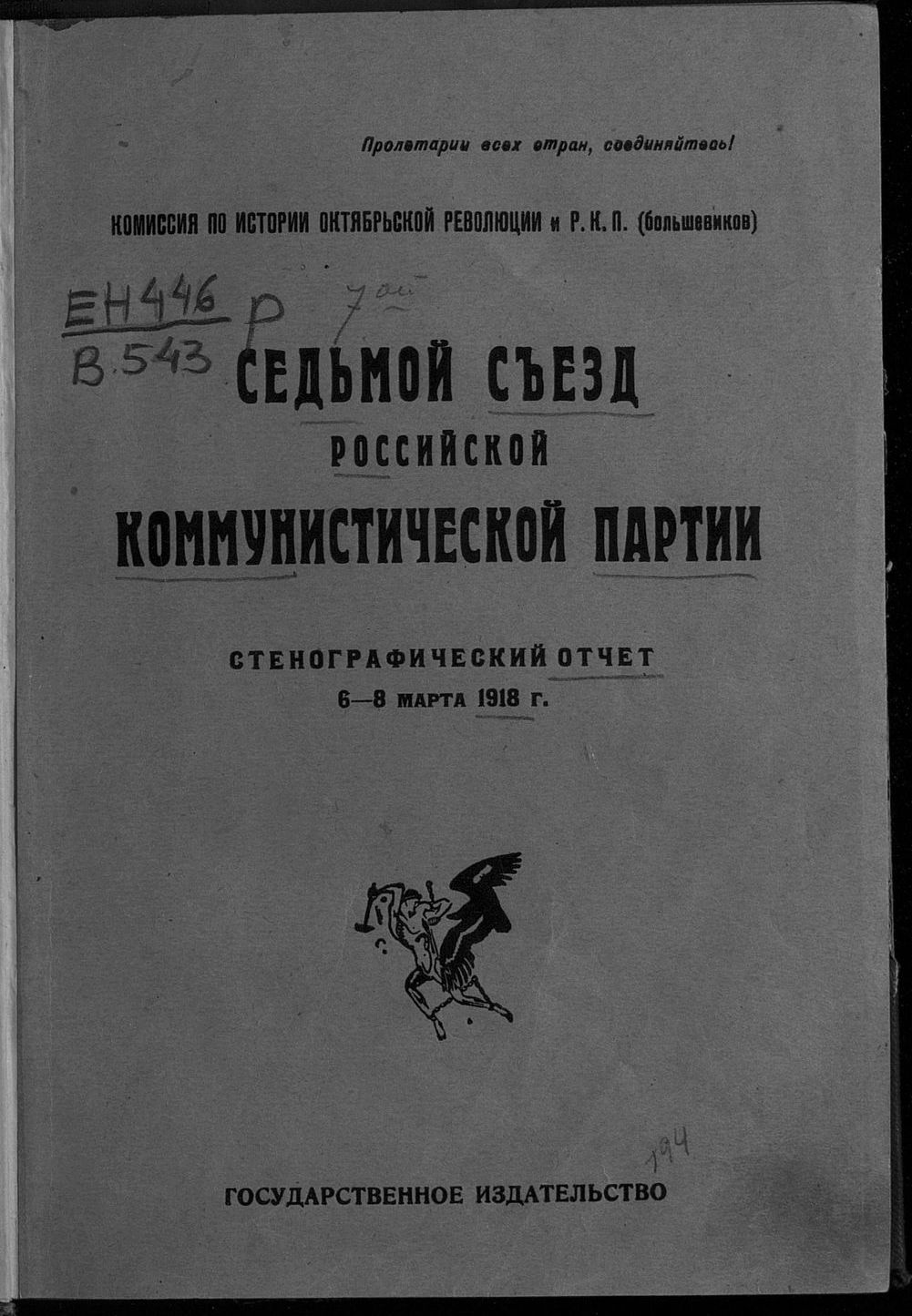
VII Съезд. Стенографический отчёт (1923)

На следующий день Ломов, Урицкий, Спунде, Смирнов, Пятаков и Боголепов подали заявления о своей отставке из Совнаркома, а 5 марта Бухарин, Радек и Урицкий начали издавать газету «Коммунист», которая фактически стала собственным печатным органом «левых коммунистов». Сразу же после заседания ЦК Ленин под своим основным псевдонимом пишет статью «Мир или война?», опубликованную в вечернем выпуске «Правды».
Ленин считает, что, подписывая мир, мы укрепляем Советскую власть, а мы считаем, что мы её подрываем… [через две недели] сегодняшнее решение может быть аннулировано и признано ошибкой…Г. Ломов
В 11 часов вечера началось совместное заседание большевистской и левоэсеровской фракций ВЦИК; левые эсеры приняли решение голосовать против мира. После совместного заседания началось отдельное заседание большевистской фракции: позицию Ленина поддержали 72 члена фракции (25 голосов было подано «против»). 24 февраля, за четыре часа до истечения срока ультиматума, ВЦИК принял условия мира: 112 — за, 84 — против, 24 — воздержавшихся; поимённое голосование дало уточнённые данные: 116 — за, 85 — против, 26 — воздержавшихся. Большевики Бухарин и Рязанов, вопреки партийной дисциплине, остались в зале заседаний и проголосовали против; фракция левых эсеров обязала своих членов голосовать против мира — однако за мир всё равно проголосовали члены ЦК ПЛСР Спиридонова, Малкин и ряд других лидеров партии. В 7:32 царскосельская радиостанция передала в Берлин, Вену, Софию и Стамбул сообщение о принятии советским правительством условий мира и о готовности выслать новую делегацию в Брест-Литовск.
Троцкий был прав, когда сказал: мир может быть трижды несчастным миром, но не может быть похабным, позорным, нечистым миром мир, заканчивающий эту стократ похабную войну.В. Ленин
Принятое решение вызвало протесты: в частности, против мира выступило Московское областное бюро РСДРП(б), которое в резолюции от 24 февраля выразило недоверие ЦК и потребовало его переизбрания, сообщив, что «в интересах международной революции мы считаем целесообразным идти на возможность утраты Советской власти, становящейся теперь чисто формальной». Аналогичная резолюция, к которой присоединилась и общегородская Московская партийная конференция, была опубликована в газете «Социал-демократ». При этом Петросовет одобрил решение ВЦИК. В период с 28 февраля по 2 марта ВЦИК и СНК получили от местных советов и ряда других организаций ответы на запрос относительно их отношения к миру: из сводки Ленина следовало, что за мир было подано 250 голосов, а за войну — 224.

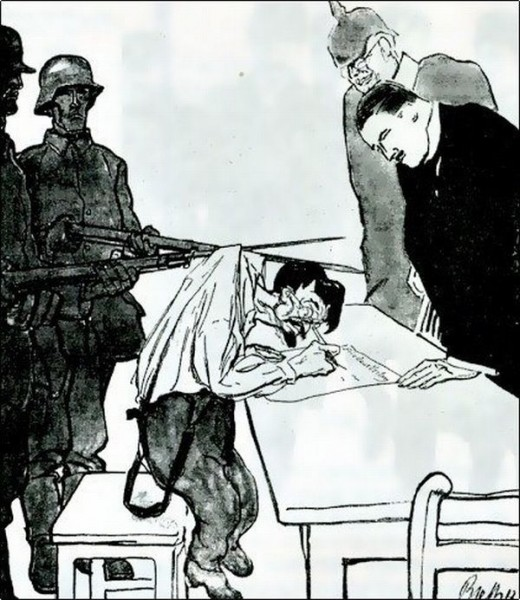
Германская карикатура «Троцкий учится писать» (25 февраля 1918)

### Третий этап: 1—3 марта
Советская делегация вновь прибыла в Брест-Литовск 1 марта при продолжавшемся германо-австрийском наступлении; её новый состав имел вид: председатель Сокольников, Григорий Петровский, Чичерин, секретарь Карахан, политический консультант Иоффе, военные консультанты Альтфатер, Липский, Данилов, Андогский. Министры иностранных дел противной стороны не стали дожидаться советских представителей и уехали в Бухарест — заключать договор с Румынией; в итоге германская делегация была в составе: посланник Розенберг, генерал Гофман, действительный статский советник фон Кернер, капитан 1-го ранга В. Горн и директор правового департамента Криге. В австро-венгерскую делегацию входили доктор Грац, посол Мерей и Чичерич. Три человека — посланник Андрей Тошев, полковник Ганчев и легационный секретарь Анастасов — являлись болгарскими представителями; турецкая делегация была представлена Хаккы-пашой и Зеки-пашой. Делегацию Советской Украины германские военные не пропустили дальше Пскова.

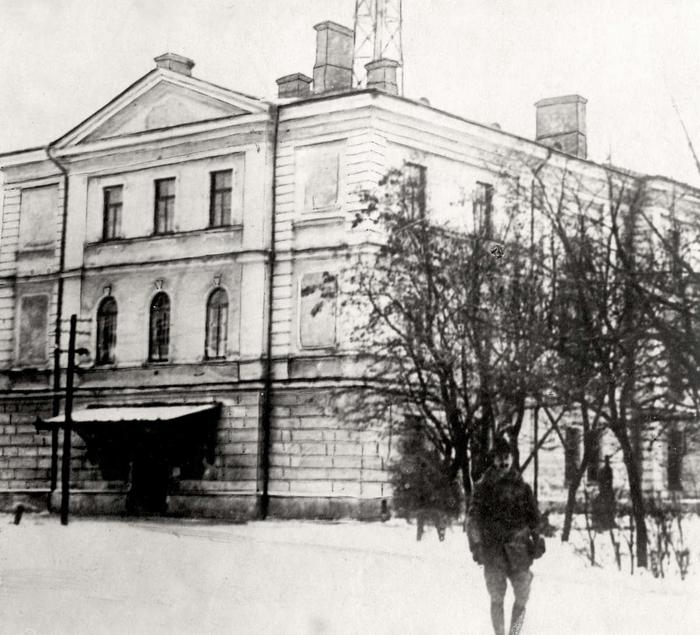
Белый дворец Брест-Литовской крепости (1915)

По прибытии глава советской делегации заявил, что его страна даёт своё согласие на условия, которые «с оружием в руках продиктованы Германией российскому правительству», и отказался вступать в какие-либо дискуссии, чтобы не создавать видимость переговоров, — подобная позиция вызвала возражения Розенберга, полагавшего, что РСФСР может как принять предложенный мир, так и «решиться на продолжение войны». В итоге 3 марта 1918 года, на 129-й день существования советской власти, в рамках заседания в Белом дворце Брест-Литовской крепости мир был официально подписан всеми делегациями: заседание было закрыто в 17:52.
Итоговый Брест-Литовский договор состоял из 14 статей, включал в себя пять приложений (первым из которых была карта новой границы РСФСР с областями, оккупированными Германской империей) и прибавления ко второму и третьему приложениям; кроме того, советской стороной были подписаны два заключительных протокола и четыре дополнительных соглашения с каждой из Центральных держав.

## Ратификация
4 и 5 марта Троцкий встречался с английским и французским представителями Брюсом Локкартом и Жаком Садулем, у которых революционер пытался выяснить, какая помощь союзников может быть оказана Советской России для борьбы с Центральными державами в случае, если Брест-Литовский мирный договор не будет ратифицирован на предстоящем съезде советов. Одновременно правительству США была передана нота Совнаркома за авторством Ленина с аналогичными вопросами о размере и сроках потенциальной помощи.
…мирная политика официального ЦК сошла с рельс пролетарской революции…Бухарин, Ломов, Урицкий, Бубнов
7 марта 1918 года на VII экстренном съезде РСДРП(б), открывшемся днём ранее, Ленин выступил с политическим отчётом о деятельности ЦК, который «слился с докладом о войне и мире», хотя делегаты съезда не были ознакомлены с текстом самого договора; содокладчиком главы правительства выступил Бухарин, изложивший позицию «левых коммунистов». 8 марта — при поимённом голосовании за резолюцию, начинавшуюся словами «Съезд признаёт необходимым утвердить подписанный Советской властью тягчайший, унизительнейший мирный договор с Германией», — голоса делегатов распределились следующим образом: 30 выступили за ратификацию, 12 — против, а 4 — воздержались. При этом «критические» высказывания Ленина в отношении действий советской делегации 10 февраля вызвали ответную критику Крестинского: в итоге после длительной дискуссии вопрос о том, как оценить февральское заявление делегации, был поставлен на голосование, и большинством в 25 голосов (против 12) была принята резолюция Зиновьева, которая благодарила делегацию «за её громадную работу в деле разоблачения германских империалистов, в деле вовлечения рабочих всех стран в борьбу против империалистических правительств».
[Троцкий] начал переговоры в Бресте, великолепно использовав их для агитации, мы все были согласны с тов. Троцким. Он цитировал часть разговора со мной, но я добавлю, что между нами было условлено, что мы держимся до ультиматума немцев, после ультиматума мы сдаём… Тактика Троцкого, поскольку она шла на затягивание, была верна; неверной она стала, когда было объявлено состояние войны прекращённым и мир не был подписан.В. Ленин, 8 марта 1918
Съезд признаёт необходимым утвердить подписанный Советской властью тягчайший, унизительнейший мирный договор с Германией, ввиду неимения нами армии, ввиду крайне болезненного состояния деморализованных фронтовых частей, ввиду необходимости воспользоваться всякой, хотя бы даже малейшей, возможностью передышки перед наступлением империализма на Советскую социалистическую республику.
…съезд заявляет, что первейшей и основной задачей и нашей партии, и всего авангарда сознательного пролетариата, и Советской власти съезд признаёт принятие самых энергичных, беспощадно решительных и драконовских мер для повышения самодисциплины и дисциплины рабочих и крестьян России, для разъяснения неизбежности исторического приближения России к освободительной, отечественной, социалистической войне, для создания везде и повсюду строжайше связанных и железной единой волей скреплённых организаций масс, организаций, способных на сплочённое и самоотверженное действие как в будничные, так и особенно в критические моменты жизни народа, — наконец, для всестороннего, систематического, всеобщего обучения взрослого населения, без различия пола, военным знаниям и военным операциям…

В убеждении, что рабочая революция неуклонно зреет во всех воюющих странах, готовя неизбежное и полное поражение империализма, съезд заявляет, что социалистический пролетариат России будет всеми силами и всеми находящимися в его распоряжении средствами поддерживать братское революционное движение пролетариата всех стран.
12 марта советские газеты сообщили, что общее расстройство железнодорожного транспорта не позволило многим делегатам прибыть к открытию съезда советов: в итоге IV Чрезвычайный Всероссийский съезд Советов открылся 14 марта — в этот день «Известия ВЦИК» поместили на своих страницах текст договора. На следующий день, в знак протеста против подписания мирного договора, все левые эсеры, включая Штейнберга, Шрейдера, Карелина, Колегаева и Прошьяна, вышли из состава Совнаркома. 16 марта советская сторона окончательно ратифицировала договор, который был принят делегатами съезда при поимённом голосовании большинством в 704 голоса (против — 284, при 115 воздержавшихся). 18 марта началось рассмотрение договора в Рейхстаге, которому соглашение было представлено канцлером и заместителем министра иностранных дел Бушем, подчёркивавшими, что текст не содержал «никаких положений, которые бы ущемляли честь России, не говоря уже о навязывании военной контрибуции или насильственном отторжении российских территорий»; рассмотрение завершилось через четыре дня, против проголосовали только независимые социал-демократы. 26 марта мир был подписан Вильгельмом II.

## Условия договора

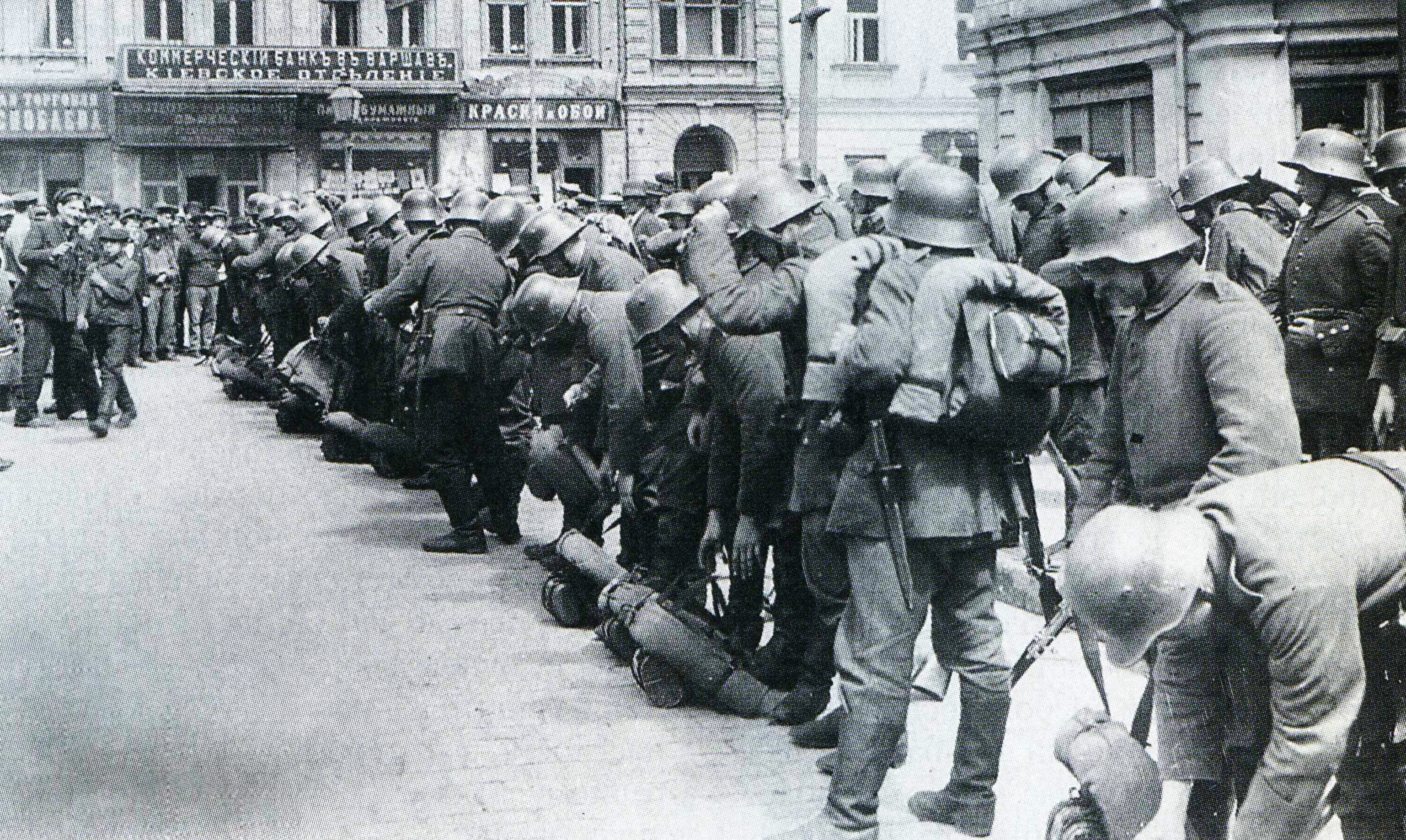
Германские войска под командованием генерала Г. Эйхгорна заняли Киев (март 1918)

По условиям Брестского мира от марта 1918 года РСФСР обязывалась:
- не претендовать на Прибалтику (см. Балтийское герцогство и Королевство Литва) и часть современной Беларуси;
- вывести войска из Финляндии и Украины, признать Украинскую Народную Республику независимым государством;
- вывести войска с территории Османской империи, а также передать ей округа Ардаган, Батум и Карс;
- принять режим торговли с Германской империей от 1904 года;
- демобилизовать армию и разоружить флот;
- прекратить революционную пропаганду в Центральных державах и союзных им государствах.

Приблизительная территория, перешедшая под контроль Германской империи и Австро-Венгрии

### Территориальные потери
В исторической литературе существовали расхождения по точным потерям территории бывшей Российской империи в результате мирного договора: так, Павлович писал, что уступалось 707 000 квадратных вёрст (или 4 % общей территории) и 26 % населения; однако в большинстве случаев говорилось о том, какую часть европейской территории теряла Россия (26 %). При этом в целом ряде немецких работ, опубликованных после 1955 года, указывалось просто «26 % территории», без уточнения «европейской». В итоге, по подсчётам Дианы Зиберт, договорённости предусматривали отделение около 660 000 квадратных вёрст (включая Холмщину) или 760 000 квадратных вёрст вместе с «привисленскими губерниями» (польскими землями, без Холмщины). Османской империи отходили районы площадью 17 000 квадратных вёрст, а потеря Финляндии добавляла ещё 286 000 вёрст, что в сумме давало 1 063 000 квадратных вёрст, или 1 210 000 квадратных километров. При этом Эстляндия и Лифляндия были полностью подчинены Центральным державам только после дополнительного договора от 27 августа 1918 года: 3 марта они передавались лишь частично. Кроме того, северная граница УНР была проложена на десятки километров севернее нынешней границы между Украиной и Беларусью, но ни одному украинскому правительству не удалось занять данные территории.

### Людские и промышленные потери
К западу от «линии Гофмана» проживало 56 миллионов человек (около трети населения европейской части Российской империи) и до 1917 года находилось: 27—33 % обрабатываемой сельскохозяйственной земли (37—48 % собираемого хлеба), 26 % всей железнодорожной сети, 33 % текстильной промышленности, выплавлялось 73 % железа и стали, добывалось 89 % каменного угля и изготовлялось 90 % сахара; располагались 918 текстильных фабрик, 574 пивоваренных завода, 133 табачные фабрики, 1685 винокуренных заводов, 244 химических предприятия, 615 целлюлозных фабрик, 1073 машиностроительных завода (в совокупности составлявших 32 % государственных доходов) и где проживало 40 % промышленных рабочих; в результате изменения границ также «расчленялось» и само народное хозяйство бывшей империи.

### Оценки условий
Большинство историков — как советских, так и западных — полагало условия Брест-Литовского мира «драконовскими». В частности, по мнению профессора Ричарда Пайпса, «условия договора были чрезвычайно обременительными. Они давали возможность представить, какой мир должны были бы подписать страны Четверного согласия, проиграй они войну…», а профессор Владимир Хандорин отмечал, что в результате заключения сепаратного договора Россия не смогла занять место среди победителей и воспользоваться плодами победы Антанты в Первой мировой войне (см. Парижская мирная конференция). По мнению британского историка Алана Тейлора, большевистское правительство заключило с Германией мир на условиях капитуляции. Герхард Риттер и Борислав Чернев являлись практически единственными сторонниками иной точки зрения: так, Чернев считал, что «договоры, подтверждающие существующий военный статус-кво, по умолчанию не являются драконовскими».

## Реакция

### В России
Ещё до заключения перемирия в оппозиционной прессе в адрес большевиков стали звучать обвинения как в «предательстве интересов родины и народа», так и в измене союзническому долгу — подобные обвинения зачастую связывали с получением финансовой помощи от правительства Германской империи:
Дело сделано. Большевики могут торжествовать. Немецкие деньги взяты не даром. Россия не только изменила своим союзникам, не только предала европейскую демократию реакционному хищнику, но для высшего торжества этого хищника пошла через своих уполномоченных умолять торжествующего победителя о мире, очевидно „похабном“.

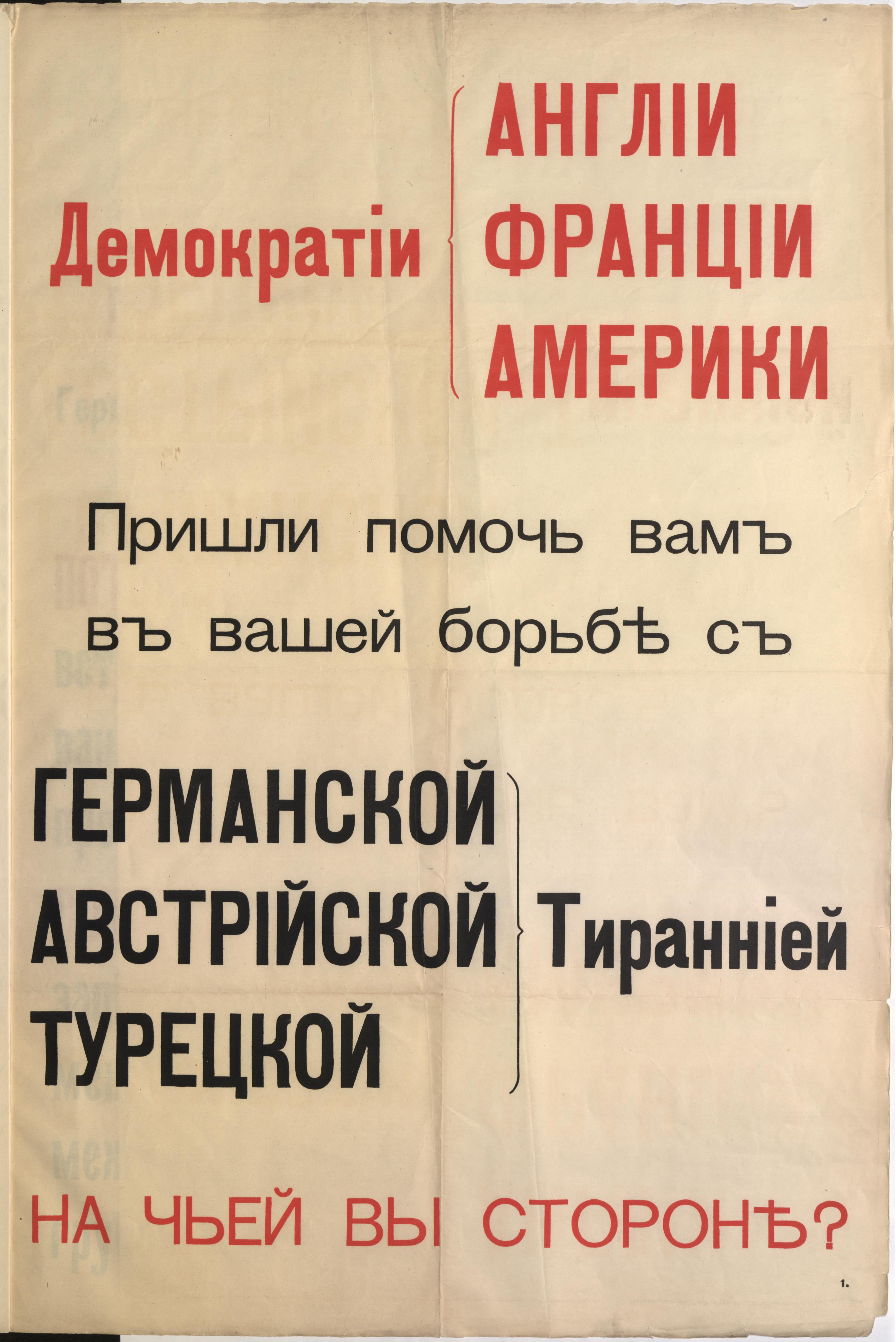
Плакат «Демократии Англии, Франции, Америки…» (1918)

В январе 1918 года главной темой оппозиционных газет Москвы и Петрограда оставалось разогнанное Учредительное собрание. Постепенно социалистические газеты стали фокусироваться на перевыборах Советов, а буржуазная пресса стала обращать внимание на экономические мероприятия большевиков. Таким образом, возобновление 17 января мирных переговоров в Брест-Литовске первоначально почти не привлекло внимания прессы: ситуация резко изменилась 10 февраля, после оглашения Троцким декларации об отказе от подписания мирного договора; реакцию оппозиционной прессы доцент Анатолий Божич оценивал как «весьма бурную». Большинство оппозиционных газет заявляло о необходимости немедленного возобновления деятельности Учредительного собрания в связи с возникшей чрезвычайной ситуацией.
Орган социал-демократов-интернационалистов «Новая жизнь» 30 января в передовой статье, озаглавленной «Полумир», комментировала заявление Троцкого: «Мировая история обогатилась новым, не имевшим ещё прецедентов, парадоксом: правительство России объявило страну в положении „ни войны, ни мира…“». Газета «Русские ведомости» в передовице «Страшный час» предсказывала, что «придётся и России узнать, какой ценой покупается порядок, когда он водворяется чужой вооружённой рукой». Эсеровский печатный орган «Дело народа» 1 февраля опубликовал резолюцию ЦК ПСР «О прекращении состояния войны», в которой заявлялось, что «Россия отдана в распоряжение германского империализма. Её земли и народы отныне сделаются добычей любого международного хищника, невозбранно могущего компенсировать за её счёт свои неудачи в другом месте», а московская газета «Новое слово» в статье «Выход из войны» писала: «Мир Троцкого и Ленина… с логической неизбежностью приводит… к торжеству германского империализма. Теперь эти пророки интернационального социализма всю свою энергию обещают направить на „внутреннее переустройство“ России. Это значит, что не за горами торжество у нас контрреволюции, — монархизма в его худших проявлениях…».

Газета меньшевиков-оборонцев и представителей плехановского «Единства» «Начало» опубликовала воззвание «К братьям пролетариям всего мира» — с протестом против заключения сепаратного мира, а в статье «Основная задача» оценивала ситуацию как «приостановку самостоятельного развития страны», объявляя это «катастрофой»: 
… состояние ни мира, ни войны на словах означает на деле состояние войны, и войны при значительно худших условиях, чем это было до начала брестских переговоров… в условиях страшной хозяйственной разрухи, усиленной всей разрушительной политикой большевиков…
4 (17) февраля газета «Начало» опубликовала текст заявления межфракционного Совета Учредительного собрания, подписанного 31 января, по поводу мирных соглашений с Германией, в котором утверждалось, что «…только Учредительное Собрание может достойно и властно говорить от имени всей страны на будущем международном конгрессе, где будут установлены условия всеобщего мира».
Прекращение перемирия и начавшееся 18 февраля наступление войск Германской империи на Двинск, после которого большевики выдвинули лозунг «Социалистическое отечество в опасности!», укрепили надежды социалистической оппозиции на мирную смену власти — на формирование единого социалистического правительства: «…в данных условиях единственным выходом является правительство из членов главных социалистических партий, представленных в Учредительном Собрании, опирающееся на это последнее». В то же время правые меньшевики и эсеры использовали ситуацию для дальнейшей дискредитации большевиков в попытке отстранения их от власти: в частности, газета группы Александра Потресова «Новый день» 20 февраля опубликовала статью Семёна Загорского «Банкротство», которую Божич оценивал как «полную сарказма»: «Советская власть, самая революционная в мире власть, самой революционной в мире страны, объявившая войну всему мировому империализму, капитулировала перед германским империализмом при первой его реальной, а не словесной угрозе». Эсеровская газета «Дела народные» выступила ещё более резко, сообщив своим читателям, что «Совет народных комиссаров предал Россию, революцию, социализм», а меньшевистская газета «Новый луч» опубликовала редакционную статью «Кто на смену?», в которой оценила ситуацию как «„Сумерки богов“ наступили. Политическое банкротство мужицко-солдатско-анархистского правительства Ленина не подлежит сомнению».

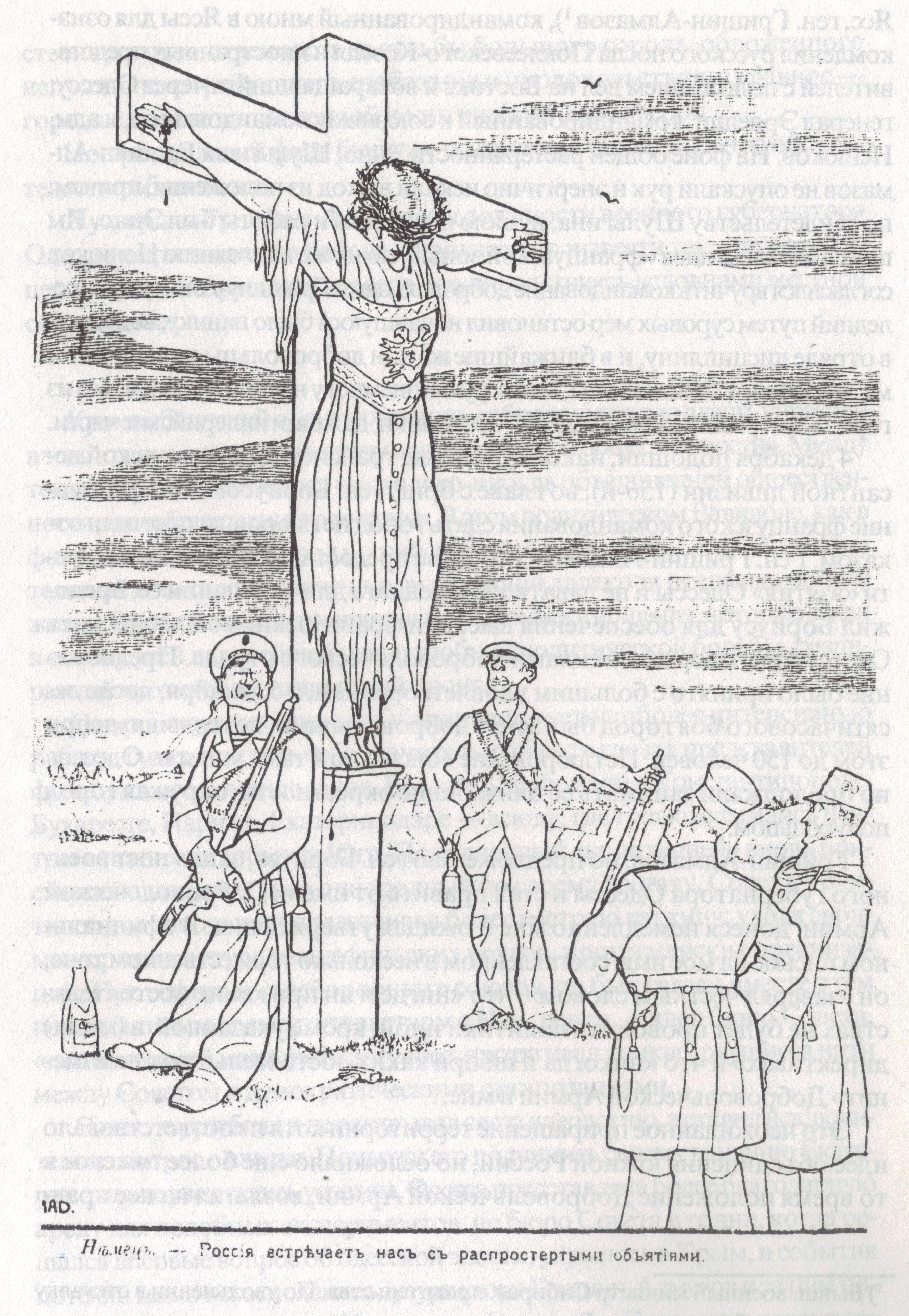
«Немец: — Россия встречает нас с распростёртыми объятиями» (март 1918)

22 февраля газета «Труд» опубликовала статью Александра Гельфгота «Враг у ворот» и воззвание делегатов Учредительного собрания, подписанное членами эсеровской фракции от двенадцати губерний центральной России: «Граждане!.. Требуйте немедленного возобновления работ Учредительного Собрания, единственной власти, созданной всем народом… Только эта всенародная власть может сейчас взять в свои руки дело национальной защиты нашей революционной родины от империалистической Германии…». На следующий день газета «Вперёд!» вышла под лозунгом «В отставку Совет народных комиссаров! Немедленный созыв Учредительного Собрания!» и опубликовала статью Фёдора Дана «Два пути», призывавшую покончить с «большевистской диктатурой», а «Труд» опубликовал передовицу «Уйдите!» с призывом к СНК добровольно сложить свои полномочия.
Наступил последний акт трагедии. Окровавленная и обессиленная Россия лежит у ног кайзера Вильгельма. Теперь уже не остаётся никакого сомнения, что «пломбированные» диктаторы из Смольного являются сознательными изменниками и предателями.
Газеты сообщали своим читателям и «точную» цену «предательства»: Троцкий получил от немцев 400 тысяч в кронах, Камков — 82 тысячи во франках, Ленин — 662 тысячи в марках; получали также Каменев, Зиновьев, Луначарский, Коллонтай и другие лидеры большевиков. При этом критика политики большевиков в оппозиционных газетах либерально-демократической (кадетской) ориентации была значительно более умеренной, взывая лишь к «общенациональному сознанию» и не затрагивая ни тему «предательства», ни созыв Учредительного собрания, в котором большинство мест имели социалисты.
Буржуазные газеты могут себе позволить роскошь мягко писать о большевиках.
Подписание 3 марта самого Брестского договора вызвало «новый всплеск эмоций» — к критике советской власти и большевиков подключились почти все оппозиционные течения: социалистическая и буржуазная пресса выступили единым фронтом, жёстко критикуя условия мира. 5 марта Николай Суханов в статье «Самоубийство» писал, что «Ленин полагает, что его берлинские контрагенты, зная его намерения, действительно дадут ему „передышку“ и действительно позволят добровольно выковать оружие против себя… Нет, такая передышка есть смерть». Будущий сменовеховец Юрий Ключников 8 марта заявлял, что «впредь до окончания войны мы всецело во власти немцев», полагая также, что позднее «Германия… начнёт обратно водворять Романовых в их дворцы».
На страницах ряда оппозиционных газет появились и аналитические очерки, в которых авторы пытались оценить экономические последствия договора, в особенности его 11-й статьи: «Германия сама будет снабжать нас готовыми изделиями и полуфабрикатами, выделанными из нашего же сырья».
Россия отрезана от южных, богатых хлебом, районов. Сибирь вряд ли даст зерно большевистской Москве. Отсюда вывод: центральную Россию ждёт голод.
Ратификация договора внеочередным съездом Советов вызвала ещё более болезненную реакцию оппозиционной печати, надеявшуюся в том числе и на то, что позиция «левых коммунистов» не позволит ратифицировать соглашение: «Государство, которое принимает такой мир, теряет право на существование». Оппозиционные газеты активно апеллировали к оскорблённому национальному чувству граждан страны, а профессор Борис Нольде и революционер Александр Парвус полагали, что мир мог бы быть заключён на лучших условиях. 18 марта с резким осуждением мира выступил патриарх Тихон:
Заключенный ныне мир, по которому отторгаются от нас целые области, населенные православным народом, и отдаются на волю чу́ждого по вере врага, а десятки миллионов православных людей попадают в условия великого духовного соблазна для их веры, мир, по которому даже искони православная Украина отделяется от братской России и стольный град Киев, мать городов русских, колыбель нашего крещения, хранилище святынь, перестает быть городом державы Российской, мир, отдающий наш народ и русскую землю в тяжкую кабалу, – такой мир не даст народу желанного отдыха и успокоения, Церкви же православной принесет великий урон и горе, а отечеству неисчислимые потери.
Но через 5 лет, 16 июня 1923 года патриарх Тихон написал заявление в Верховный Суд РСФСР; в этом заявлении он признал правильным решение суда о привлечении его за антисоветскую деятельность и выразил раскаяние за свои поступки — за «обращение по поводу Брестского мира в 1918 году, за анафемствование в том же году власти и, наконец, за воззвание против декрета об изъятии церковных ценностей».
В июле юрист Екатерина Флейшиц начала публиковать свой анализ достигнутых в Бресте договоренностей, «тесно связанных не только с имущественными интересами широких слоёв населения России, но и существенными экономическими и финансовыми интересами русского государства в целом».

### Международная реакция

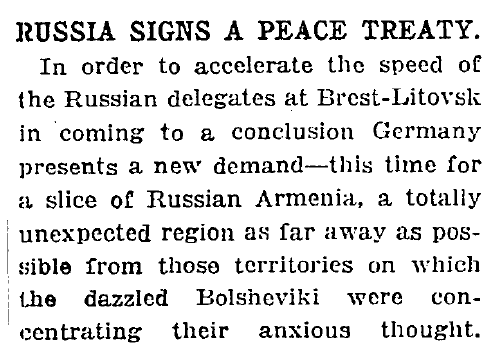
«Россия подписывает мирный договор» («The New York Times», 4 марта 1918)

4 марта 1918 года в Австро-Венгрии и Германии прошли «грандиозные» демонстрации, связанные с подписанием мирного договора и прекращением войны на Востоке; в тот же день газета «Форвертс» писала, что «на Востоке у Германии теперь нет друзей, и она имеет мало шансов завоевать дружбу на Западе. Нас ужасает мысль, что XX век обещает быть веком жестокой национальной борьбы». В редакционной статье «Arbeiter-Zeitung» от 5 марта отмечалось, что масштабность краха империи являлась практически беспрецедентной — границы страны сокращались до «допетровских», при этом «появилась группа новых государств, которая станет источником непрерывного беспокойства и брожения в Европе» (см. Немецкая историография).

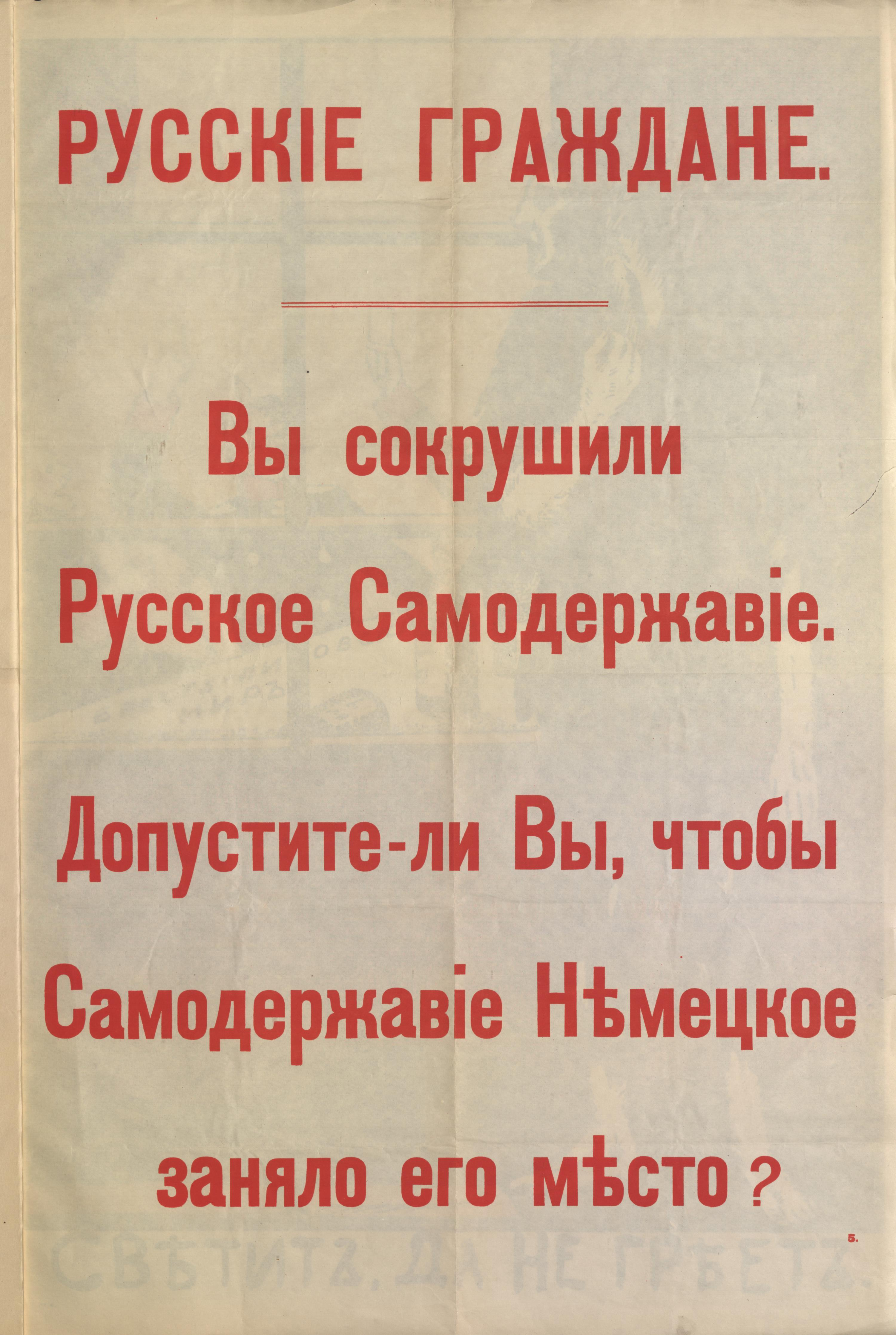
Плакат «Русские граждане. Вы сокрушили Русское Самодержавие…» (1918)

Османская военная разведка оценила соглашение в Брест-Литовске как «успех», поскольку оно означало, что внимание большевиков переключалось на борьбу внутри страны, то есть они, возможно, перестанут представлять угрозу на Кавказе. Одновременно османские газеты выражали одобрение достигнутыми договорённостями, поскольку полагали, что возвращённые территории смогут обеспечить безопасность от «кошмара московского царизма». При этом конференция стран Антанты, проходившая в марте в Лондоне, вновь заявила о своём непризнании Брест-Литовского мира, а газеты союзников использовали условия мира для усиления антигерманской пропаганды:
Брестский мир — политическое преступление, которое под именем германского мира было совершено против русского народа. Россия была безоружна… Таких мирных договоров, как эти, мы не будем и не можем признавать. Наши собственные цели совершенно иные…

## Закавказье и Анатолия. Русско-турецкая комиссия

### Эрзинджанское перемирие и его нарушение
Хотя требования по передаче Османской империи Карской области были предъявлены делегации РСФСР только на завершающем этапе переговоров, вопрос был фактически предрешён задолго до 8 (21) февраля 1918 года. Так, 6 августа 1914 года германский посол в Стамбуле Ганс Вангенгейм писал великому визирю Саиду Халим-паше, что «Германия не заключит никакого мира без того, чтобы османские территории, которые, возможно, были бы заняты неприятельскими войсками, были эвакуированы… Германия заставит поправить восточные границы Османской империи таким образом, чтобы обеспечить непосредственное соприкосновение Турции с живущим в России мусульманским населением…». В письме говорилось, однако, что Германская империя окажет подобные «добрые услуги» Османской лишь в том случае, если они обе выйдут победителями из войны; 28 сентября 1916 и 27 ноября 1917 года представители Германии вновь брали на себя обязательства «не подписывать ни одного соглашения» в ущерб Порте, а за неделю до перемирия, 8 декабря, на заседании государственного министерства Пруссии речь шла о том, что на будущих мирных переговорах «для Турции речь может идти о возвращении Армении». В директивах Людендорфа также предусматривалось требование «возложить на русских обязательства прекратить всякую поддержку армянских и курдских банд, воюющих против турок». В то же время, 13 декабря, непосредственно перед переговорами в Брест-Литовске, при обсуждении советом министров политики в отношении Османской империи, речь шла лишь об эвакуации войск бывшей Российской империи из Восточной Анатолии и о регулировании судоходства на Чёрном море.

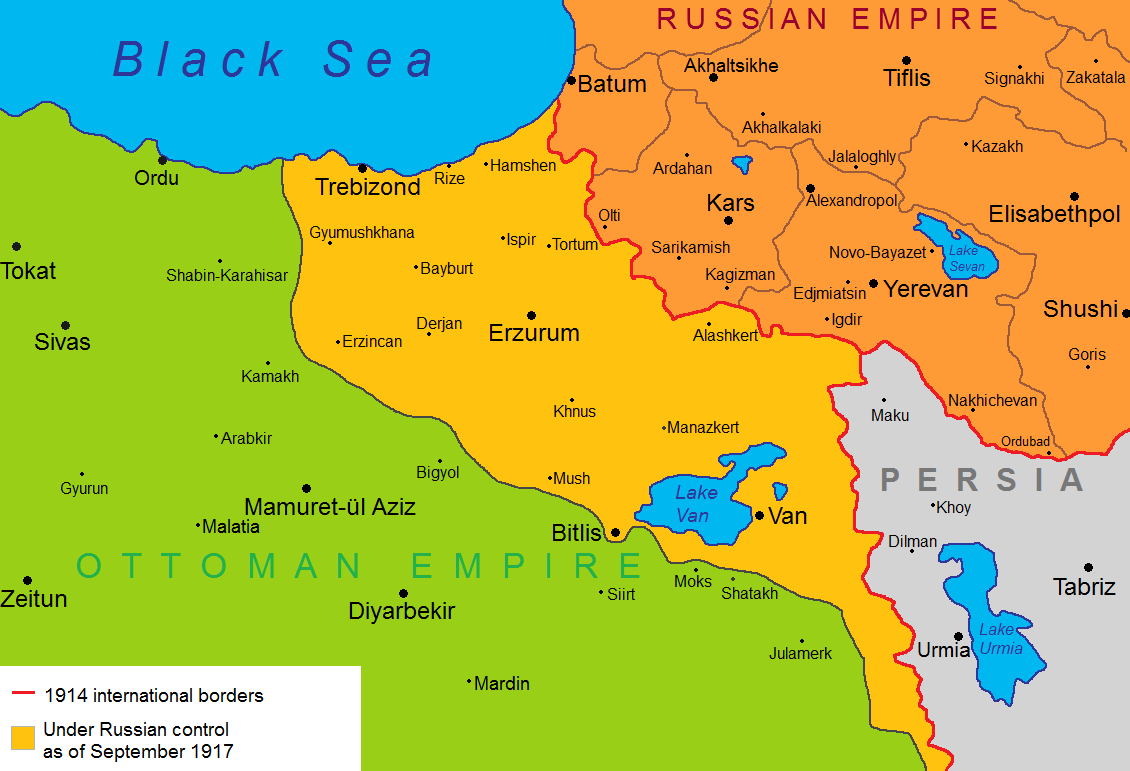
Османская территория, занятая Русской (императорской) армией к сентябрю 1917 (жёлтый цвет)

Одновременно с переговорами о перемирии в Брест-Литовске на Кавказском фронте велись аналогичные переговоры: ещё в начале декабря с предложением о перемирии к главнокомандующему войсками Кавказского фронта генералу от инфантерии Михаилу Пржевальскому обратился командующий турецкой третьей армией Мехмед Вехиб-паша, действовавший по указанию Энвер-паши. Закавказский комиссариат принял предложение, и 25 ноября (7 декабря) военные действия были прекращены, а 5 (18) декабря в Эрзинджане было подписано соглашение, содержавшее оговорку, что в «случае… заключения общего перемирия между Российской Республикой и Центральными державами, все пункты такового становятся обязательными для Кавказского фронта». 19 декабря Закавказский комиссариат, действуя независимо от столичных властей, постановил «демобилизовать, по возможности, армию», «национализировать» отдельные воинские части, вооружить националистические элементы и создать «специальный орган для руководства борьбой с большевиками». Почти одновременно само большевистское правительство приняло специальный «Декрет о „Турецкой Армении“», в котором содержались гарантии поддержки права местного населения «на свободное самоопределение вплоть до полной независимости».
Несмотря на то, что обе стороны обязались не возобновлять военных действий без предупреждения за две недели, уже 12 февраля 1918 года Эрзинджанский договор был нарушен: по мнению историков Казанджяна, Азнауряна и Григорян, Мехмед Вехиб-паша — после «демагогического» заявления о защите от «насилия армян над мусульманским населением в занятых русскими войсками турецких провинциях» и под предлогом «необходимости и долга гуманности и цивилизации» — отдал войскам приказ пересечь демаркационную линию. По версии историка Халила Бала (тур. Halil Bal), военные приготовления начались после того, как османские власти поняли, что большевики планируют покинуть Восточную Анатолию только после вооружения армянских отрядов: 20 января османская делегация выразила свой протест против вооружения армянских чет, на что получила ответ, что советские власти рассматривают их как представителей национально-освободительного движения. Кроме того, Энвер-паша потребовал от Вехиб-паши обратиться к командованию российской армии с требованием остановить насилие над исламским населением на территории, формально подконтрольной российским войскам.

### Русско-турецкий дополнительный договор

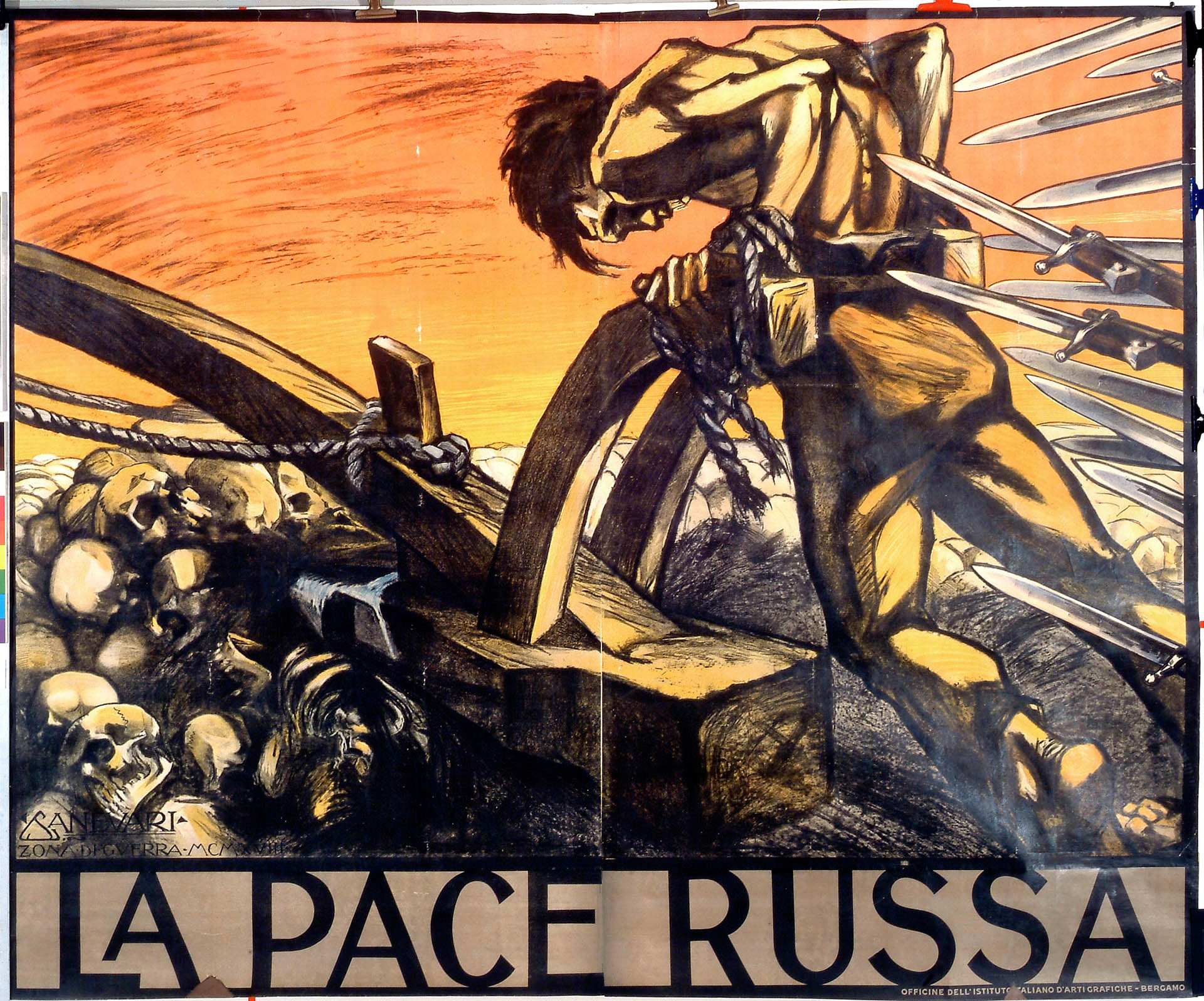
«Русский мир» (1918)

Проект членов турецкой делегации, входивших в русско-турецкую комиссию, существовавшую на первом этапе переговоров в Бресте, был озаглавлен «Соглашение оттоманского и русского правительств, последствием которого является мир и вечное братство» и содержал требования изменения российско-османской границы, включая возвращение областей, входивших в состав Османской империи до Русско-турецкой войны 1877—1878 годов. Согласно данному проекту от РСФСР требовались также: отвод армии из Анатолии, демобилизация армянских отрядов и согласие с запретом на концентрацию в Закавказье войск численностью более одной дивизии. В предъявленном же в феврале ультиматуме содержался пункт (п. 5), по которому советская власть была обязана «всеми имеющимися в её распоряжении средствами… способствовать наискорейшему и планомерному возвращению Турции её анатолийских провинций и признать отмену турецких капитуляций» — Розенберг позже разъяснил: «…мы в пункте 5-м говорили не о турецких областях, занятых в течение войны, но именно о восточно-анатолийских провинциях», то есть округах Ардагана, Карса и Батума, которые Турция «уступила в 1878 году России», «не имея возможности выплатить большой контрибуции». В итоговой версии договора была специальная статья (ст. IV) о территориях, переданных России в 1878 году в счёт погашения военного долга Порты:
Округа Ардагана, Карса и Батума также незамедлительно очищаются от русских войск. Россия не будет вмешиваться в новую организацию государственно-правовых отношении этих округов, а предоставит населению этих округов установить новый строй в согласии с соседними государствами, в особенности с Турцией.
Кроме того, в Русско-турецком дополнительном договоре содержался и пункт, обязывавший советские власти «демобилизовать и распустить армянские четы, состоящие из турецких и русских подданных, которые находятся как в России, так и в оккупированных турецких провинциях, и окончательно уволить названные четы». Заявление советской делегации о недопустимости решения «судеб живых народов, поляков, литовцев, латышей, эстонцев, армян… за их спиной» осталось без ответа. Тем не менее при подписании самого договора Сокольников выступил с декларацией, в которой констатировал, что «на Кавказе, явно — нарушая формулированные германским же правительством условия ультиматума… и не сообразуясь с подлинной волею населения областей Ардагана, Карса и Батума, Германия отторгает в пользу Турции эти области, ни разу не завоёванные турецкими войсками»; в ответ османский представитель заявил, что речь идёт не об отделении этих территорий, а об их возвращении — то есть о восстановлении исторической справедливости.
Казанджян с коллегами полагал, что о намерении советских властей выполнять взятые на себя обязательства можно было судить из того факта, что буквально на второй день после ратификации Брест-Литовского договора был выпущен циркуляр Наркомнаца РСФСР № 325, в котором говорилось: «Сим доводится до сведения Революционных штабов, Советов и прочих советских учреждений, что Армянские Революционные организации имеют право свободного формирования армянских добровольческих отрядов… Упомянутым Советским учреждениям вменяется в обязанность не чинить препятствий при продвижении этих отрядов, призванных защитить свою Родину от турецко-германских насильников». Кроме того, данным формированиям оказывалась и материальная помощь.
Договор можно толковать, и мы будем его толковать…В. Ленин
20 сентября (по другим данным — 30 сентября), то есть за неполные два месяца до полного аннулирования Брестского мира, РСФСР отменила действие договора в части, касавшейся Османской империи.

## Исполнение обязательств и дополнительное соглашение
Нежелание правительства РСФСР исполнять условия Брестского мира было понятно всем участникам переговоров ещё в момент его подписания и не скрывалось советскими лидерами; «игра в кошки-мышки», начавшаяся в Брест-Литовске, продолжилась и после ратификации соглашения. В одном случае германские власти почти «поймали» большевиков: 9 июня 1918 года Людендорф составил развёрнутый меморандум о силовом отстранении большевиков от власти, а 12 июня Кюльман представил Иоффе, являвшемуся с конца апреля послом в Берлине, «завуалированный ультиматум», согласно которому, если советские войска не прекратят нападения на части, дислоцированные в районе Таганрога (см. «Красный десант»), а Черноморский флот не вернётся в порта приписки к 15 июня, то «германское командование будет вынуждено предпринять дальнейшие меры». Вопреки мнению Троцкого, Ленин принял условия ультиматума, что помогло избежать последствий. При этом многие экипажи Черноморского флота, которые должны были вернуть свои корабли из Новороссийска в занятый германской армией Севастополь, взорвали их, не допустив передачи Германской империи (см. Затопление кораблей Черноморского флота).
Убийство посла Мирбаха 6 июля создало новый кризис. В результате власти Германской империи предприняли последнюю попытку поставить свои отношения с Советской Россией на более прочную основу, заключив 27 августа дополнительный (секретный) двусторонний договор с большевиками. Согласно финансовой части данного соглашения РСФСР обязывалась выплатить — в качестве компенсации «за ущерб, нанесённый в результате российских действий» и расходов на содержание военнопленных — контрибуцию в 6 миллиардов марок (2,75 миллиарда рублей): в том числе 1,5 миллиарда марок золотом (245,5 тонны) и деньгами (545 млн рублей), 2,5 миллиарда марок — кредитными обязательствами, а ещё 1 миллиард — поставками сырья и товаров. Выплаты золотом, деньгами и товарами должны были быть исполнены до 31 марта 1920 года . В сентябре советским правительством было отправлено два «золотых эшелона», в которых находилось 93,5 тонны золота; данная поставка осталась единственной. По Версальскому мирному договору почти всё поступившее золото было впоследствии передано правительству Франции в качестве немецкой послевоенной контрибуции.
Большевики же добились признания своего контроля над Баку, уступив Германии четверть производившейся там продукции (прежде всего нефти). Для обеспечения безопасности нефтяных месторождений власти Германской империи взяли на себя обязательство не оказывать поддержки какой-либо третьей стране и воспрепятствовать военным действиям третьих стран в непосредственной близости от Бакинского района. Правительство Германии также согласилось вывести войска из Беларуси, с черноморского побережья и из района Ростова, а также не оккупировать новые территории и не поддерживать никакие «сепаратистские» движения.

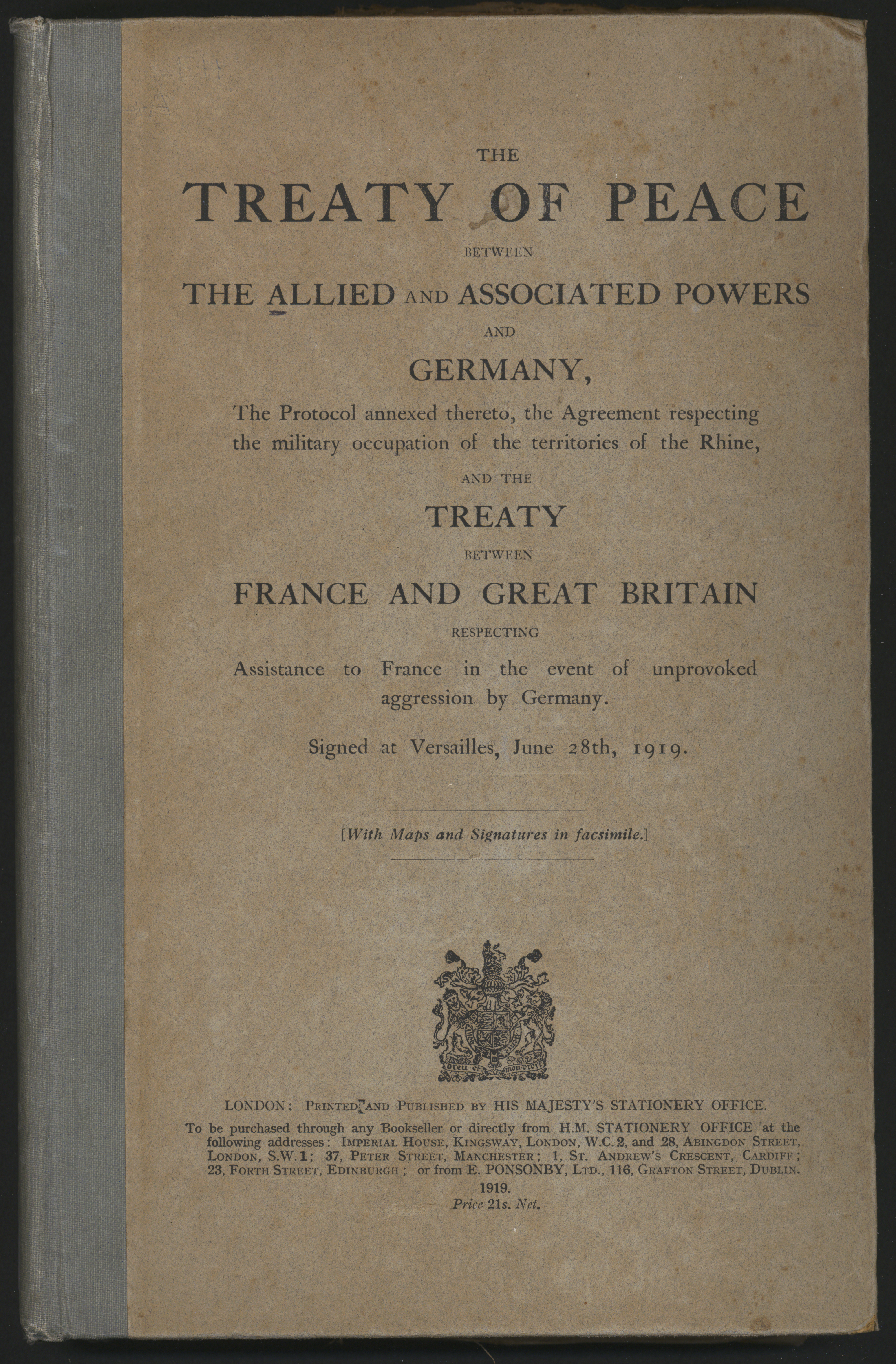
Версальский договор (1919)

Несмотря на достигнутые дополнительные договорённости, министр Георг де Поттер начал отмечать в поведении советских властей следы «большевистского империализма», свидетельствовавшие, по его мнению, о стремлении к воссоединению частей бывшей Российской империи. Чернев полагал, что идеологическая пропасть между консервативными (монархическими) Центральными державами и «утопическими» идеями революционеров препятствовала стабильному миру в Восточно-Центральной Европе в период после Брест-Литовска; цели участников — по сохранению имперских династий, с одной стороны, и по распространению мировой революции, с другой, — оказались абсолютно несовместимы. Отношения характеризовались взаимным недоверием и неприязнью, а сама ситуация напоминала положение «ни войны, ни мира».

## Аннулирование
Одним из условий Компьенского перемирия между Антантой и Германией от 11 ноября 1918 года являлся отказ Германии от всех условий Брест-Литовского и Бухарестского мирных договоров. 13 ноября, на фоне революционных событий в Германии, Брестский мир был аннулирован решением советского ВЦИК. Вскоре после этого начался отвод германских войск с занятых территорий бывшей Российской империи.

## Влияние
После заключения Брестского мира на советской стороне Восточного фронта остались лишь небольшие отряды завесы; 9 марта Крыленко был освобождён от обязанностей главковерха, а 27 марта последовал приказ наркомвоена о расформировании и ликвидации штабов, управлений и солдатских комитетов — на этом Русская (императорская) армия прекратила своё существование. В связи с германской угрозой столицу РСФСР было решено перенести («эвакуировать») в Москву. В то же время заключение Германией мира на Восточном фронте практически не повлияло на ход боевых действий на Западном фронте, поскольку переброшенные туда войска были деморализованы и малопригодны для наступательных действий.
Подписание Брестского мира стало причиной «растущего отчуждения» между партиями — партнёрами по первому Совнаркому — большевиками и левыми эсерами; конфликт вылился в восстание левых эсеров в июле 1918 года (см. Однопартийная система в России). При этом вслед за первоначальной реакцией на сепаратные переговоры в исторической литературе Брестский мир многие десятилетия использовался как доказательство финансовых связей большевиков с властями Германской империи.

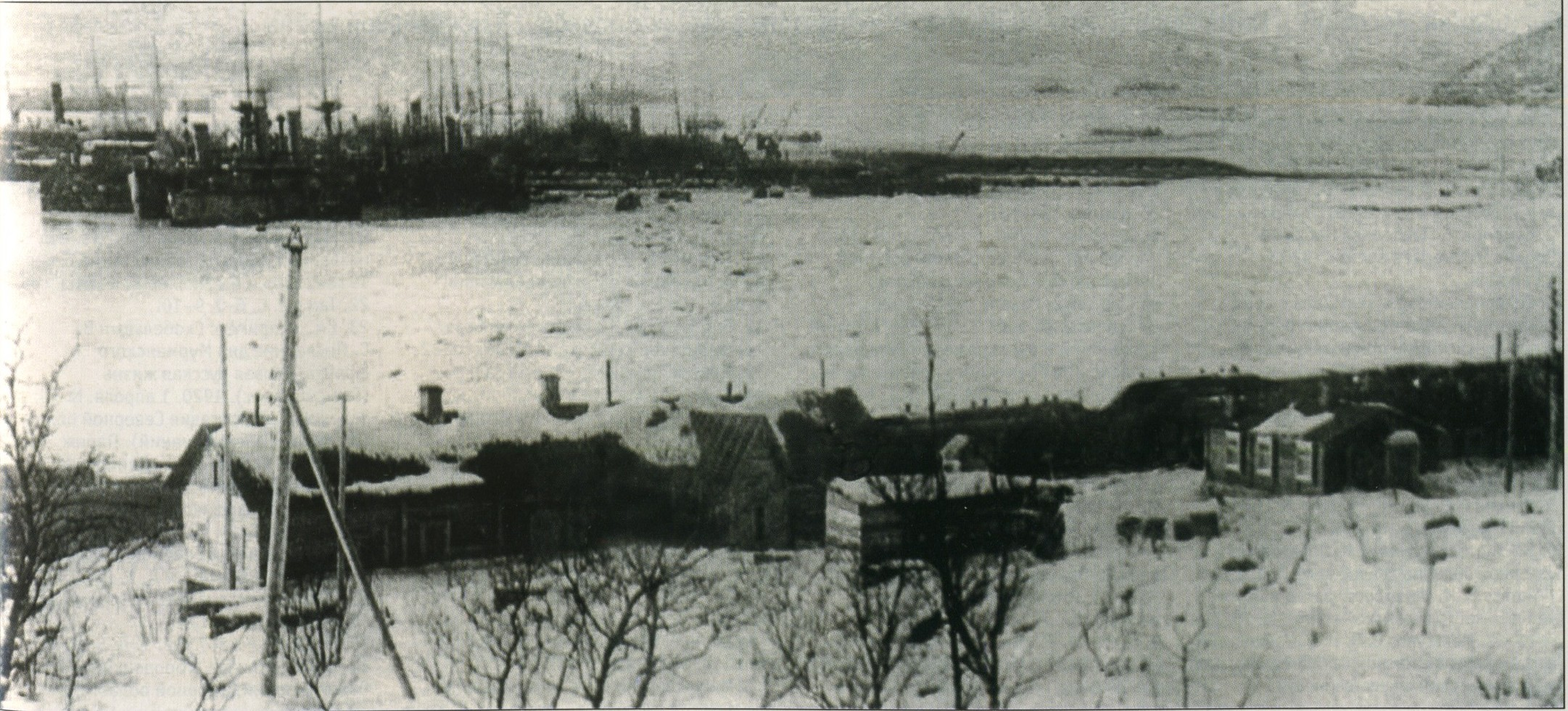
Британская эскадра на рейде Мурманска (1918)

Перемирие, объявленное на фронтах русской армии в декабре 1917 года, не привело к полному прекращению боевых действий, но стало поворотным моментом, разделившим «столкновения империй» 1914–1917 годов и «континуум насилия» в период с 1918 по 1923 год. В частности, 11 (24) декабря 1917 года — в ответ на мирные инициативы большевиков — правительства Англии и Франции договорились об оказании военной помощи всем антибольшевистским силам России (см. Иностранная военная интервенция в России). Сам же Брестский мир послужил катализатором «демократической контрреволюции», выразившейся в провозглашении в Сибири и Поволжье эсеровских и меньшевистских правительств и в переходе Гражданской войны от локальных стычек к широкомасштабным сражениям.
После обмена ратификационными грамотами между Германской империей и РСФСР, состоявшегося 29 марта 1918 года, последовал и обмен послами — советским правительством были установлены первые официальные дипломатические отношения. Советское посольство (полпредство) в Берлине стало активным проводником большевистской пропаганды, достигавшей и германских воинских частей на Западном фронте. При этом принципы советской внешней политики, заложенные в Брест-Литовске, продолжали применяться Советской Россией в последующие семь десятилетий: в эти годы СССР совмещал переговоры с правительствами стран Европы и мира с одновременной идеологической борьбой, имевшей конечной целью революционную смену власти в этих странах. В частности, уже в 1918 году сотни тысяч австро-венгерских военнопленных, возвратившихся из РСФСР на родину, — включая Бела Куна и Матьяша Ракоши — внесли существенный вклад в радикализацию ситуации в империи Габсбургов (см. Распад Австро-Венгрии). В то же время Брест-Литовский договор предотвратил падение украинской Рады уже в феврале 1918 года, отсрочив приход большевиков к власти на территории будущей УССР.
В связи с декларациями, озвученными в Бресте, и публикацией большевиками ряда секретных «аннексионистских» договоров царского правительства государственные деятели стран Антанты оказались «под огнём» как либеральных, так и левых политических кругов своих стран. Вследствие формального признания Иоффе, Кюльманом и Черниным принципа самоопределения народов как центрального пункта переговоров политики Антанты оказались вынуждены формулировать собственные представления по этому вопросу. В итоге британский премьер-министр Ллойд Джордж, а затем и президент США Вудро Вильсон сформулировали свои позиции (см. «Четырнадцать пунктов Вильсона»), признав «самоопределение» в качестве руководящего принципа послевоенного устройства мира. При этом, как показала Парижская мирная конференция, на которой Брестский мир использовался как одно из доказательств аннексионистских намерений Центральных держав, принцип «самоопределения» был «открыт для интерпретаций»: дискуссия Троцкого и Кюльмана, предшествовавшая переговорам в Париже, стала одной из первых попыток отойти от самоопределения как лозунга и попытаться применить его к миротворческому процессу, хотя бы в границах Восточной Европы. Иначе говоря, переговоры в Брест-Литовске стали дебютом концепции «самоопределения народов», оказавшей значительное влияние на всю восточноевропейскую и закавказскую историю XX века. Брест-Литовск стал началом публичного идеологического противостояния в Европе, в рамках которого борьба между коммунистической, фашистской и либерально-демократической идеологиями определила состояние континента на начало XXI века, а «право народов на самоопределение» стало частью системы международных отношений.
В ноябре 1918 года поражение Центральных держав и последовавшая за этим денонсация Брестского договора значительно укрепили позиции Ленина в большевистской партии.

## Историография
Центральное место Брест-Литовского договора как для «восточной политики» Германии, так и для истории Советской России привело к тому, что второе мирное соглашение Великой войны рассматривалось в значительном числе мемуаров и исторических трудов: так, к 1990 году только на территории СССР о Брестском мире были опубликованы как минимум 44 монографии, 33 брошюры и 129 статей, а работа историка Йодайта, опубликованная в 1961 году, содержала перечень из 135 работ — преимущественно, на немецком языке.

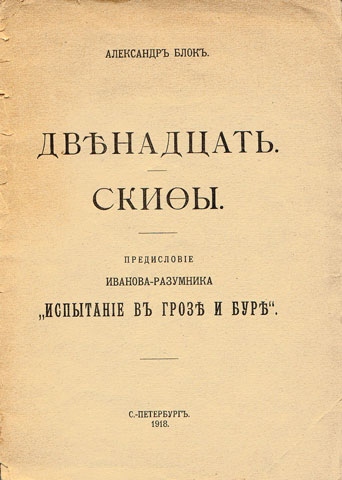
Обложка сборника А. Блока «Двенадцать. Скифы»

## Отражение в культуре
- В декабре 1917 года Максимилиан Волошин написал стихотворение «Мир» (иногда «Брестский мир»)[291]:

С Россией кончено… На последях

Её мы прогалдели, проболтали,

Пролузгали, пропили, проплевали,

Замызгали на грязных площадях…
- Стихотворение Александра Блока «Скифы», написанное в «брестские дни»[292], стало отражением общественно-политических настроений поэта — в частности, его мыслей, возникших после возобновления мирных переговоров в январе 1918 года: «…позор 3½ лет („война“, „патриотизм“) надо смыть»[293][294].
- События в Бресте, в особенности переход Прибалтики под контроль Германской империи, оказали влияние на стихотворение будущего нобелевского лауреата Уильяма Йейтса «Второе пришествие[англ.]», написанное в 1919 году[295].
- «Брестский мир» — документальная пьеса Михаила Шатрова, «пролежавшая без движения» двадцать пять лет и поставленная Робертом Стуруа в Театре имени Е. Б. Вахтангова в конце 1987 года. Впервые в истории советского послевоенного театра на сцене появились такие персонажи, как Троцкий (В. Лановой) и Бухарин (А. Филиппенко)[296][297].
- «Михаил Ульянов. Хроника одной роли» — документальный фильм о жизни и творчестве Михаила Ульянова, сюжетной основой которого стали репетиции спектакля «Брестский мир»; был снят Мариной Голдовской в 1988 году[298].

## Комментарии
1. ↑  «Агитаторы партии должны протестовать ещё и ещё против гнусной клеветы, пускаемой капиталистами, будто наша партия стоит за сепаратный мир с Германией…» — из резолюции ЦК РСДРП(б) от 4 мая 1917 года[3].
2. ↑  Николай Духонин был убит матросами 20 ноября (3 декабря) 1917 года.
3. ↑  Капитан 1-го ранга Борис Доливо-Добровольский, полковники Владимир Шишкин и Андрей Станиславский, подполковники Феликс Мороз, Константин Берендс, Василий Сухов, Джон Фокке и Карл Зедин.
4. ↑  Сознательно или нет, но своим ультиматумом, который Кюльман предложил своему австрийскому коллеге изложить в письменном виде, Чернин упрочил позицию самого Кюльмана перед кайзером, поскольку дал ему в руки доказательство избыточности требований OHL[56].
5. ↑  26 января (8 февраля) «красные» части заняли Киев и провозгласили в нём советскую власть; правительство Центральной рады бежало из города.
6. ↑  Еще 3 января 1918 года была объявлена демобилизация солдат призыва 1902 года, 10 января — 1903 года, 16 января — 1904—1907 годов, 29 января — 1908—1909 годов, 16 февраля — 1910—1912 годов, 2 марта — 1913—1915 годов. Солдаты последних четырёх годов призыва (с 1916 по 1919) были демобилизованы до 12 апреля 1918 года[32].
7. ↑  Помимо отказа от Польши, Курляндии и Литвы, советские войска и красногвардейцы должны были быть немедленно эвакуированы с территории Ливонии и Эстонии.
8. ↑  «Эти условия надо подписать. Если вы их не подпишете, то вы подпишете смертный приговор Советской власти через 3 недели. Эти условия Советской власти не трогают», — В. Ленин.
9. ↑  По другим данным, 126[134][144].
10. ↑  По другим данным, 84[145].
11. ↑  Зиновьев ехать отказался; Иоффе не принял пост председателя; Сокольников согласился возглавить делегацию только после прямого указания ЦК.
12. ↑  По другим данным, 784 / 261 / 115[132].
13. ↑  Раух в «Geschichte des bolschewistischen Russlands» (1955) сообщал читателям, что «как бы то ни было, Россия потеряла 26 % своей территории в результате Брест-Литовского мирного договора»[166]; Хальвег в «Der Diktatfrieden von Brest-Litowsk» (1960) писал, что «в соответствии с положениями мирного договора… Россия потеряла 26 % своих территорий»[167]; Круммахер и Ланге (1970)[168], а также и издательство Раутенберга в 1991 году[169], писали, что «Россия отказалась от 26 % своих территорий». Те же «26 %» регулярно повторялись и в СМИ. Иногда приводилось как факт, что «одна треть российской территории подпала под немецкое господство»[170]. Дополнительную неточность в подсчёты вносило и то, что Закавказье в разные периоды времени традиционно относили как к азиатской, так и к европейской части Российской империи, а также и тот факт, что детальная карта, являвшаяся «существенной составной частью настоящего мирного договора» (ст. 3), была опубликована только в 2018 году[165].
14. ↑  Среди подписавших воззвание были бывший министр Временного правительства Кузьма Гвоздев и член РСДРП с 1903 года Иван Дементьев (Кубиков).
15. ↑  «Географические границы „Турецкой Армении“ определяются демократически избранными представителями армянского народа по соглашению с демократически избранными представителями смежных спорных (мусульманских и иных) округов совместно с чрезвычайным временным комиссаром по делам Кавказа».
16. ↑  Карахан 2 марта телеграфировал Ленину и Троцкому, что «обсуждение условий мира совершенно бесполезно… Самым серьёзным ухудшением по сравнению с ультиматумом 21 февраля является отторжение от России округов Ардагана, Карса и Батума под видом самоопределения».
17. ↑  По заверениям из Берлина, тот факт, что договор не включал три другие Центральные державы, являлся лишь временной мерой. Секретное соглашение являлось примером той самой «тайной дипломатии», которую до Революции большевики порицали и отвергали.
18. ↑  На основе директивы Высшего военного совета от 5 марта 1918 года были образованы Северный участок отрядов завесы и Западный участок отрядов завесы.